# Musikjahr 1991
Liste der Musikjahre

◄◄ | ◄ | 1987 | 1988 | 1989 | 1990 | Musikjahr 1991 | 1992 | 1993 | 1994 | 1995 | ► | ►►

Weitere Ereignisse · Country-Musik
Dieser Artikel behandelt das Musikjahr 1991.
Zu den erfolgreichsten Künstlern gehörte Bryan Adams. Sein Hit (Everything I Do) I Do It for You war in mindestens 20 Ländern auf Platz eins der Singlecharts. Besonders im deutschsprachigen und europäischen Raum waren die Scorpions mit Wind of Change erfolgreich, insbesondere angesichts des Wandels in der ehemaligen Sowjetunion. In Deutschland, Österreich und der Schweiz war die Single die meistverkaufte des Jahres, ebenso wie das Album Crazy World, das in Deutschland und der Schweiz das bestverkaufte war. International konnte auch das schwedische Duo Roxette Erfolge feiern: Die Hitsingle Joyride erreichte in mindestens 14 Ländern Platz eins der Singlecharts. Zudem bewegte insbesondere der Tod von Freddie Mercury (Queen) die Musikwelt.

## Ereignisse

### Populäre Musik

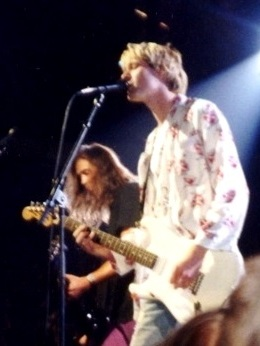
Nirvanas Nevermind bringt den Grunge in den Mainstream.

- 08. Januar: Der Gitarrist Steve Clark (Def Leppard) wird tot aufgefunden. Er wurde 30 Jahre alt.
- 18. Januar: Bei einem AC/DC-Konzert in Salt Lake City, Utah, werden drei Menschen zu Tode gedrückt, als Teile des Publikums die Bühne stürmen.
- 18. Januar: In Rio de Janeiro beginnt das Festival Rock in Rio II mit Künstlern wie a-ha, Prince, INXS, Guns n’ Roses, New Kids on the Block, George Michael und Happy Mondays (bis 27. Januar).
- 01. Februar: Der britische Singer-Songwriter Sting startet in Berkeley seine The Soul Cages Tour.
- 03. Februar: Die Scorpions bringen Wind of Change als Single heraus, das den Wandel im ehemaligen Ostblock thematisiert und zu einem der Hits des Jahres wird. Im Dezember des Jahres wird die Band von Staatspräsident Michail Gorbatschow im Kreml empfangen.
- 04. Februar: Queen veröffentlichen neun Monate vor Freddie Mercurys Tod mit Innuendo ihr letztes reguläres Studioalbum mit ihm als Leadsänger.
- 11. Februar: Aufgrund des Zweiten Golfkriegs wird der Kölner Rosenmontagszug offiziell abgesagt.
- 09. April: Die britische Progressive-Rock-Band Yes startet in Pensacola ihre Union Tour.
- 04. Mai: Carola gewinnt in Rom mit dem Lied Fångad av en stormvind für Schweden die 36. Auflage des Eurovision Song Contest.
- 10. Juli: Die deutsche Synthiepop-Formation Kraftwerk startet in Aberdeen ihre The Mix Tour.
- 12. August: Mit dem schwarzen Album gehen Metallica stilistisch neue Wege, entfernen sich vom Thrash Metal und wenden sich mit einfacher arrangierten, kürzeren und eingängigeren Songs mehr dem Heavy Metal zu.
- 23. August: Die britische Rockband Dire Straits startet in Dublin ihre On Every Street Tour.
- 10. September: Nirvana veröffentlicht mit Smells Like Teen Spirit die erste Singleauskopplung aus dem Album Nevermind.
- 17. September: Guns n’ Roses veröffentlichen ihre beiden Use Your Illusion-Alben und lösen damit einen Ansturm auf die Schallplattenläden aus.
- 24. September: Obwohl bereits zuvor wichtige Grunge-Alben etwa von Soundgarden, Alice in Chains oder auch Pearl Jam erschienen waren, befeuert das Erscheinen von Nirvanas Album Nevermind die Grunge-Welle und bringt sie, vor allem mit dem Musikvideo von Smells Like Teen Spirit, das auf MTV in der Heavy Rotation läuft, in den Mainstream.
- 28. September: U.a. AC/DC und Metallica spielen bei einem riesigen Konzert der Monsters-of-Rock-Tour in Moskau vor ca. 500.000 Zuschauern.
- 28. September: Der Jazzmusiker Miles Davis verstirbt in Santa Monica, Kalifornien.
- 09. Oktober: Roy Black, einer der bekanntesten deutschsprachigen Schlagersänger, der zudem auch als Filmschauspieler bekannt ist, stirbt im Alter von 48 Jahren.
- 24. November: Freddie Mercury (Queen), einer der bedeutendsten Rocksänger der 1970er- und 1980er-Jahre, stirbt nach einer AIDS-Erkrankung.
- 24. November: Am selben Tag verstirbt Kiss-Schlagzeuger Eric Carr.
- 14. Dezember: In Berlin findet erstmals der Rave Mayday statt. Regelmäßiger Austragungsort dieser Techno-Veranstaltung sind ab 1993 die Dortmunder Westfalenhallen.

### Klassische Musik
- 01. Januar: Das diesjährige Neujahrskonzert der Wiener Philharmoniker wird zum zweiten Mal von Claudio Abbado dirigiert.
- 01. Januar: In Salzburg wird im Festspielhaus durch das Mozarteumorchester das Mozartjahr 1991 eröffnet.
- 19. März: Die Oper The Death of Klinghoffer von John Adams über die Entführung des Kreuzfahrtschiffs Achille Lauro wird in Brüssel uraufgeführt.
- Radamés Gnattali: Suíte Retratos

### Film und Fernsehen
- 17. Januar: Der Film Kevin – Allein zu Haus mit Macaulay Culkin und Joe Pesci läuft in deutschen Kinos an. Für den Soundtrack zum Film ist der US-amerikanische Komponist John Williams verantwortlich. Neben dem bekannten Hauptthema Somewhere in My Memory, das zu Beginn und auch während des Films in Fragmenten vorkommt, zeichnet sich die Filmmusik vor allem durch eine Auswahl von verschiedenen, traditionellen Weihnachtsliedern aus, so zum Beispiel Carols of the Bells und O Holy Night. Der Titelsoundtrack zum Film wird 1991 für den Oscar nominiert.
- 04. Juli: In der letzten Folge der deutschen Fernsehsendung Total Normal wird der Streich Hurz! von Hape Kerkeling und Achim Hagemann ausgestrahlt.

## Musikcharts

### Deutschland
| Singles                                                 | Position | Alben                                    |
| ------------------------------------------------------- | -------- | ---------------------------------------- |
|                                                         |          |                                          |
| Wind of Change Scorpions                                | 1        | Crazy World Scorpions                    |
| (Everything I Do) I Do It for You Bryan Adams           | 2        | Joyride Roxette                          |
| Sadeness (Part I) Enigma                                | 3        | Serious Hits… Live! Phil Collins         |
| Joyride Roxette                                         | 4        | Greatest Hits Eurythmics                 |
| Bacardi Feeling (Summer Dreamin’) Kate Yanai            | 5        | Out of Time R.E.M.                       |
| Beinhart Torfrock                                       | 6        | Kuschelrock 4 (Verschiedene Interpreten) |
| Ice Ice Baby Vanilla Ice                                | 7        | Vagabond Heart Rod Stewart               |
| The Shoop Shoop Song Cher                               | 8        | The Razors Edge AC/DC                    |
| Senza una donna (Without a Woman) Zucchero & Paul Young | 9        | The Soul Cages Sting                     |
| Ich bin der Martin, ne Diether Krebs                    | 10       | Live Westernhagen                        |

Die längsten Nummer-eins-Singles
Lieder, die die meiste Zeit während eines anderen Jahres auf Platz eins der Charts verbrachten, werden hier nicht aufgeführt.
1. Scorpions – Wind of Change (11 Wochen)
2. Roxette – Joyride; Kate Yanai – Bacardi Feeling (Summer Dreamin’) (jeweils 8 Wochen)
3. Salt ’n’ Pepa – Let’s Talk About Sex (6 Wochen)

Die längsten Nummer-eins-Alben
Alben, die die meiste Zeit während eines anderen Jahres auf Platz eins der Charts verbrachten, werden hier nicht aufgeführt.
1. Roxette – Joyride (13 Wochen)
2. Scorpions – Crazy World (7 Wochen)
3. Queen – Innuendo (6 Wochen)

Alle Nummer-eins-Hits und die Hits des Jahres

### Österreich
| Singles                                       | Position | Alben                                  |
| --------------------------------------------- | -------- | -------------------------------------- |
|                                               |          |                                        |
| Wind of Change Scorpions                      | 1        | Joyride Roxette                        |
| (Everything I Do) I Do It for You Bryan Adams | 2        | The Very Best of Elton John Elton John |
| The Shoop Shoop Song (It’s in His Kiss) Cher  | 3        | Out of Time R.E.M.                     |
| Unchained Melody The Righteous Brothers       | 4        | Greatest Hits Eurythmics               |
| Do the Limbo Dance David Hasselhoff           | 5        | A Wunda Jazz Gitti & Her Disco Killers |
| Joyride Roxette                               | 6        | Crazy World Scorpions                  |
| Bobby Brown Frank Zappa                       | 7        | Love Hurts Cher                        |
| Sadeness (Part I) Enigma                      | 8        | Serious Hits… Live! Phil Collins       |
| Keep on Running Milli Vanilli                 | 9        | The Album – Hello Africa Dr. Alban     |
| Bow Down Mister Jesus Loves You               | 10       | Crazy for You David Hasselhoff         |

Die längsten Nummer-eins-Singles
Lieder, die die meiste Zeit während eines anderen Jahres auf Platz 1 der Charts verbrachten, werden hier nicht aufgeführt.
1. Roxette – Joyride (10 Wochen)
2. Scorpions – Wind of Change (9 Wochen)
3. Bryan Adams – (Everything I Do) I Do It for You (7 Wochen)

Die längsten Nummer-eins-Alben
Alben, die die meiste Zeit während eines anderen Jahres auf Platz eins der Charts verbrachten, werden hier nicht aufgeführt.
1. Roxette – Joyride (11 Wochen)
2. Elton John – The Very Best of Elton John (7 Wochen)
3. Jazz Gitti & Her Disco Killers – A Wunda; Rainhard Fendrich – Nix is fix (jeweils 5 Wochen)

Alle Nummer-eins-Hits und die Hits des Jahres

### Schweiz
| Singles                                                     | Position | Alben                                  |
| ----------------------------------------------------------- | -------- | -------------------------------------- |
|                                                             |          |                                        |
| Wind of Change Scorpions                                    | 1        | Crazy World Scorpions                  |
| Joyride Roxette                                             | 2        | Joyride Roxette                        |
| (Everything I Do) I Do It for You Bryan Adams               | 3        | Out of Time R.E.M.                     |
| Senza una donna (Without a Woman) Zucchero feat. Paul Young | 4        | Vagabond Heart Rod Stewart             |
| Crazy Seal                                                  | 5        | The Very Best of Elton John Elton John |
| Sadeness Part I Enigma                                      | 6        | Engelberg Stephan Eicher               |
| The Shoop Shoop Song Cher                                   | 7        | Innuendo Queen                         |
| You Could Be Mine Guns n’ Roses                             | 8        | Real Life Simple Minds                 |
| Ice Ice Baby Vanilla Ice                                    | 9        | Serious Hits… Live! Phil Collins       |
| Ring Ring Ring De La Soul                                   | 10       | Greatest Hits Eurythmics               |

Die längsten Nummer-eins-Singles
Lieder, die die meiste Zeit während eines anderen Jahres auf Platz 1 der Charts verbrachten, werden hier nicht aufgeführt.
1. Bryan Adams – (Everything I Do) I Do It for You (16 Wochen)
2. Enigma – Sadeness (Part I) (9 Wochen)
3. Roxette – Joyride (8 Wochen)

Die längsten Nummer-eins-Alben
Alben, die die meiste Zeit während eines anderen Jahres auf Platz eins der Charts verbrachten, werden hier nicht aufgeführt.
1. Roxette – Joyride (16 Wochen)
2. Queen – Innuendo; Bryan Adams – Waking Up the Neighbours (jeweils 8 Wochen)
3. Elton John – The Very Best of Elton John; Stephan Eicher – Engelberg (jeweils 5 Wochen)

Alle Nummer-eins-Hits und die Hits des Jahres

### Vereinigtes Königreich
| Singles                                                   | Position | Alben                                                 |
| --------------------------------------------------------- | -------- | ----------------------------------------------------- |
|                                                           |          |                                                       |
| (Everything I Do) I Do It For You Bryan Adams             | 1        | Stars Simply Red                                      |
| Bohemian Rhapsody / These Are the Days of Our Lives Queen | 2        | Greatest Hits Eurythmics                              |
| The Shoop Shoop Song (It’s in His Kiss) Cher              | 3        | Greatest Hits II Queen                                |
| I’m Too Sexy Right Said Fred                              | 4        | Dangerous Michael Jackson                             |
| Any Dream Will Do Jason Donovan                           | 5        | Simply the Best Tina Turner                           |
| The One and Only Chesney Hawkes                           | 6        | Out of Time R.E.M.                                    |
| Do the Bartman Bart Simpson                               | 7        | Time, Love and Tenderness Michael Bolton              |
| Dizzy Vic Reeves & the Wonder Stuff                       | 8        | The Immaculate Collection Madonna                     |
| Insanity Oceanic                                          | 9        | From Time to Time - The Singles Collection Paul Young |
| Get Ready for This 2 Unlimited                            | 10       | Love Hurts Cher                                       |

Die längsten Nummer-eins-Singles
Lieder, die die meiste Zeit während eines anderen Jahres auf Platz 1 der Charts verbrachten, werden hier nicht aufgeführt.
1. Bryan Adams – (Everything I Do) I Do It for You (16 Wochen)
2. Cher – The Shoop Shoop Song (It’s in His Kiss); Chesney Hawkes – The One and Only (jeweils 5 Wochen)
3. Color Me Badd – I Wanna Sex You Up; Bart Simpson – Do the Bartman (jeweils 3 Wochen)

Die längsten Nummer-eins-Alben
Alben, die die meiste Zeit während eines anderen Jahres auf Platz eins der Charts verbrachten, werden hier nicht aufgeführt.
1. Eurythmics – Greatest Hits (10 Wochen)
2. Cher – Love Hurts (6 Wochen)
3. Queen – Greatest Hits II (5 Wochen)

Alle Nummer-eins-Hits und die Hits des Jahres

### Vereinigte Staaten
Die längsten Nummer-eins-Singles
Lieder, die die meiste Zeit während eines anderen Jahres auf Platz 1 der Charts verbrachten, werden hier nicht aufgeführt.
1. Bryan Adams – (Everything I Do) I Do It for You (16 Wochen)
2. Paula Abdul – Rush Rush (5 Wochen)
3. Michael Jackson – Black or White (4 Wochen)

Die längsten Nummer-eins-Alben
Alben, die die meiste Zeit während eines anderen Jahres auf Platz eins der Charts verbrachten, werden hier nicht aufgeführt.
1. Mariah Carey – Mariah Carey (11 Wochen)
2. Vanilla Ice – To the Extreme (9 Wochen)
3. Garth Brooks – Ropin’ the Wind (8 Wochen)

Alle Nummer-eins-Hits und die Hits des Jahres

### Charts in weiteren Ländern
Siehe auch: Nummer-eins-Hits 1991 in  Australien, Belgien, Dänemark, Deutschland, Finnland, Frankreich, Irland, Italien, Japan, Kanada, Neuseeland, den Niederlanden, Norwegen, Österreich, Schweden, der Schweiz, Spanien, Ungarn, den Vereinigten Staaten und im Vereinigten Königreich.

## Musikpreise und Ehrungen

### Grammy Awards 1991
Single des Jahres (Record of the Year):
- Another Day in Paradise von Phil Collins

Album des Jahres (Album of the Year):
- Back on the Block von Quincy Jones

Song des Jahres (Song of the Year):
- From a Distance von Bette Midler (Autor: Julie Gold)

Bester neuer Künstler (Best New Artist):
- Mariah Carey

### Oscar 1991

#### Beste Filmmusik
John Barry – Der mit dem Wolf tanzt (Dances with Wolves)
Dave Grusin – Havanna
Maurice Jarre – Ghost – Nachricht von Sam (Ghost)
Randy Newman – Avalon
John Williams – Kevin – Allein zu Haus (Home Alone)

#### Bester Song
„Sooner or Later (I Always Get My Man)“ aus Dick Tracy – Stephen Sondheim
„Blaze of Glory“ aus Blaze of Glory – Flammender Ruhm (Young Guns II) – Jon Bon Jovi
„I’m Checkin’ Out“ aus Grüße aus Hollywood (Postcards from the Edge) – Shel Silverstein
„Promise Me You’ll Remember“ aus Der Pate III (The Godfather: Part III) – John Bettis, Carmine Coppola
„Somewhere in My Memory“ aus Kevin – Allein zu Haus (Home Alone) – Leslie Bricusse, John Williams

#### Beste Tonmischung
Bill W. Benton, Jeffrey Perkins, Gregory H. Watkins, Russell Williams II – Der mit dem Wolf tanzt (Dances with Wolves)
Don J. Bassman, Kevin F. Cleary, Richard Bryce Goodman, Richard Overton – Jagd auf Roter Oktober (The Hunt for Red October)
David E. Campbell, Thomas Causey, Doug Hemphill, Chris Jenkins – Dick Tracy
Rick Kline, Donald O. Mitchell, Kevin O’Connell, Charles M. Wilburn – Tage des Donners (Days of Thunder)
Michael J. Kohut, Carlos Delarios, Aaron Rochin, Nelson Stoll – Die totale Erinnerung – Total Recall (Total Recall)

#### Bester Tonschnitt
Cecelia Hall, George Watters II – Jagd auf Roter Oktober (The Hunt for Red October)
Charles L. Campbell, Richard C. Franklin – Flatliners – Heute ist ein schöner Tag zum Sterben (Flatliners)
Stephen Hunter Flick – Die totale Erinnerung – Total Recall (Total Recall)

### Musikwettbewerbe
Eurovision Song Contest
1. Carola: Fångad av en stormvind
2. Amina: C’est le dernier qui a parlé qui a raison
3. Duo Datz: Kan
4. Sergio Dalma: Bailar pegados
5. Sandra Simó: Canzone per te

## Jahresbestenlisten

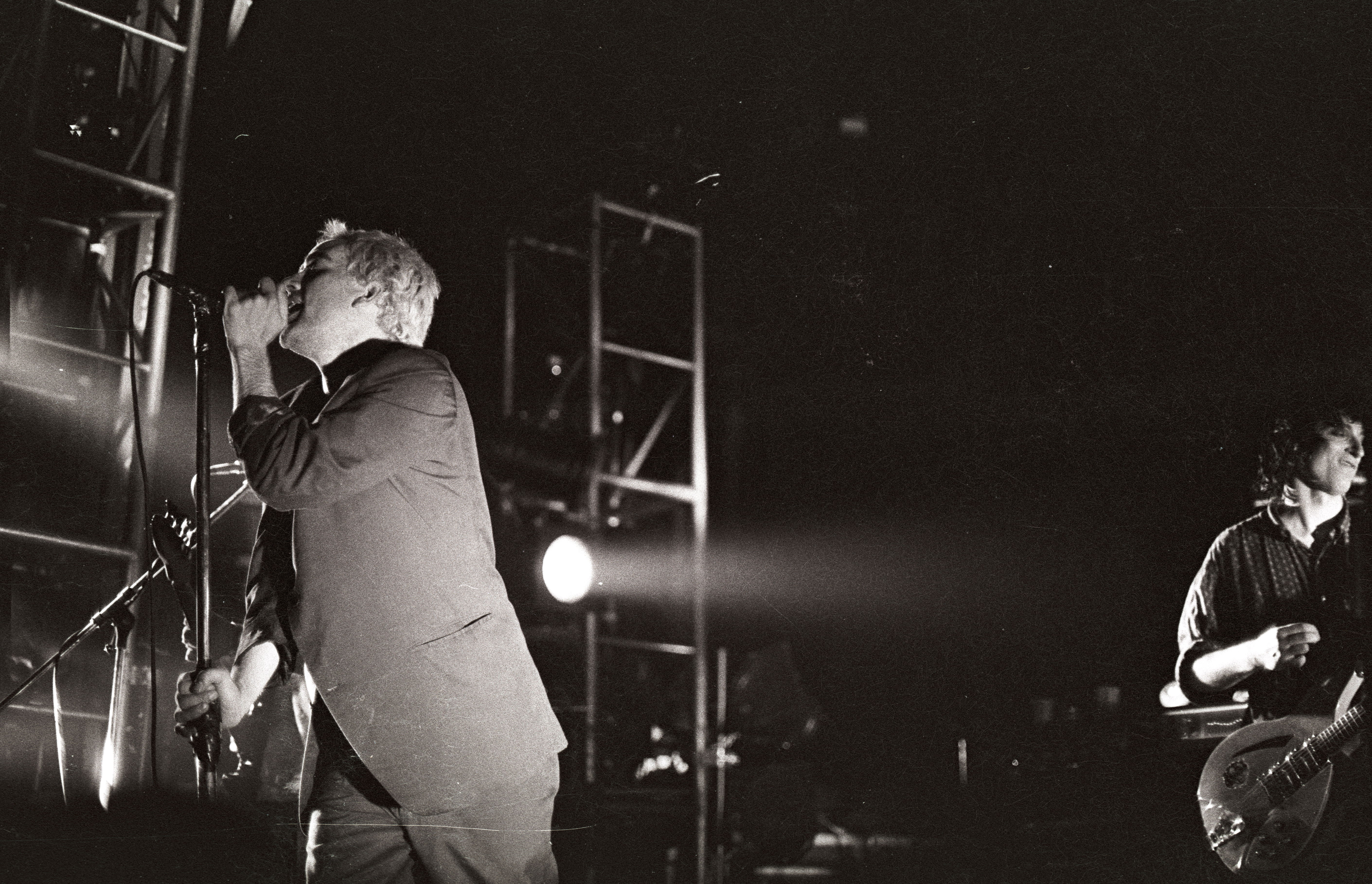
R.E.M. (hier 1985) brachten Shiny Happy People heraus

### Popkultur.de
1. R.E.M. – Shiny Happy People
2. Bryan Adams – (Everything I Do) I Do It for You
3. Bee Gees – Secret Love
4. Scorpions – Wind of Change
5. Whitney Houston – All the Man That I Need
6. C+C Music Factory – Gonna Make You Sweat
7. Salt ’n’ Pepa – Let’s Talk About Sex
8. Extreme – Hole Hearted
9. Cher – The Shoop Shoop Song
10. Crystal Waters – Gypsy Woman (She’s Homeless)

## Gründungen und Auflösungen

### Gründungen
- Babasónicos – argentinische Alternative-Rock-Band
- Chixdiggit – kanadische Band
- Incubus – US-amerikanische Rockband
- Macronympha – US-amerikanisches Noiseprojekt
- Oasis – britische Rockband
- Rage Against the Machine – Rockband aus Los Angeles
- Räuber – Mundart-Band mit Wurzeln im Kölner Karneval
- Rising High Records – britisches Musiklabel
- Rosenstolz – deutsches Musikduo aus Berlin
- Spiral of Silence – belgische Band
- Two Tunes – Schweizer Pop-Duo aus dem St. Galler Rheintal
- Valerie’s Garten – deutsches Frauentrio

### Auflösungen
- Asgard – deutsche Heavy-Metal-Band aus Gießen

## Neuveröffentlichungen (Auswahl)

### Lieder und Kompositionen
| Lied                               | Text | Musik | Erstinterpret                                          | Label                                                | Veröffentlichung   | Genre                       | Album                       | Weitere Informationen |
| ---------------------------------- | --- | --- | ------------------------------------------------------ | ---------------------------------------------------- | ------------------ | --------------------------- | --------------------------- | --------------------- |
| Alive                              | Eddie Vedder | Stone Gossard | Pearl Jam                                              | Epic Records                                         | 7. Juli 1991       | Grunge                      | Ten                         |                       |
| All 4 Love                         | Color Me Badd, Howard Thompson | Color Me Badd, Howard Thompson | Color Me Badd                                          |                                                      | Juli 1991          | Pop                         | C. M. B.                    |                       |
| Aloha heja he                      | Achim Reichel | Achim Reichel | Achim Reichel                                          | WEA Records                                          | 14. Juni 1991      | Pop-Rock, Deutschrock       | Melancholie und Sturmflut   |                       |
| Baby Baby                          | Amy Grant, Keith Thomas | Amy Grant, Keith Thomas | Amy Grant                                              |                                                      | 18. Januar 1991    | Pop                         | Heart in Motion             |                       |
| Bacardi Feeling                    | Paul Barresi, Olivier Bloch-Lainé, Kate Markowitz, Christina Trulio                                                                            | Kate Yanai | Kate Yanai                                             | WEA Records                                          | 1991               | Pop                         |                             |                       |
| Club der Millionäre                | Udo Lindenberg | Udo Lindenberg | Udo Lindenberg                                         | Polydor                                              | 1991               | Rock                        | Gustav                      |                       |
| Coming Out of the Dark             | Emilio Estefan Jr., Gloria Estefan, Jon Secada                                                                                                 | Emilio Estefan Jr., Gloria Estefan, Jon Secada                                                                                                 | Gloria Estefan                                         |                                                      | 10. Januar 1991    | Pop                         | Into the Light              |                       |
| Cream                              | Tommy Barbarella, Michael Bland, Damon Dickson, Rosie Gaines, Kirk Johnson, Tony Mosley, Prince Rogers Nelson, Levi Seacer Jr., Sonny Thompson | Tommy Barbarella, Michael Bland, Damon Dickson, Rosie Gaines, Kirk Johnson, Tony Mosley, Prince Rogers Nelson, Levi Seacer Jr., Sonny Thompson | Prince & The New Power Generation                      | Paisley Park Records / Warner Bros. Records          | 27. September 1991 | Contemporary R&B, Funk, Pop | Diamonds and Pearls         |                       |
| Don’t Talk Just Kiss               | Richard Fairbrass, Fred Fairbrass, Rob Manzoli                                                                                                 | Richard Fairbrass, Fred Fairbrass, Rob Manzoli                                                                                                 | Right Said Fred                                        | Tug Records                                          | 25. November 1991  | Pop                         | Up                          |                       |
| Ein Herz kann man nicht reparieren | Annette Humpe, Udo Lindenberg, Inga Humpe | Annette Humpe, Udo Lindenberg, Inga Humpe | Udo Lindenberg                                         | Polydor                                              | 29. Juli 1991      | Deutschrock                 | Ich will dich haben         |                       |
| Enter Sandman                      | James Hetfield, Lars Ulrich, Kirk Hammett | James Hetfield, Lars Ulrich, Kirk Hammett | Metallica                                              | Elektra Records                                      | 29. Juli 1991      | Heavy Metal                 | Metallica                   |                       |
| Everybody in the Place             | Liam Howlett | Liam Howlett | The Prodigy                                            |                                                      | 30. Dezember 1991  | Breakbeat, Techno, Rave     | Experience                  | EP                    |
| Good Vibrations                    | Dan Hartman, Amir Shakir, Donnie Wahlberg, Mark Wahlberg                                                                                       | Dan Hartman, Amir Shakir, Donnie Wahlberg, Mark Wahlberg                                                                                       | Marky Mark and the Funky Bunch feat. Loleatta Holloway |                                                      | 23. Juli 1991      | Eurodance                   | Music for the People        |                       |
| Heal the World                     | Michael Jackson | Michael Jackson | Michael Jackson                                        | Epic Records, Sony Music                             | 26. November 1991  | Pop                         | Dangerous                   |                       |
| I Adore Mi Amor                    | Color Me Badd, Hamza Lee | Color Me Badd, Hamza Lee | Color Me Badd                                          |                                                      | Juli 1991          | Pop                         | C. M. B.                    |                       |
| I Can’t Dance                      | Tony Banks, Phil Collins, Mike Rutherford | Tony Banks, Phil Collins, Mike Rutherford | Genesis                                                | Virgin Records                                       | 28. Oktober 1991   | Bluesrock                   | We Can’t Dance              |                       |
| (Everything I Do) I Do It for You  | Bryan Adams, Michael Kamen, Robert „Mutt“ Lange                                                                                                | Bryan Adams, Michael Kamen, Robert „Mutt“ Lange                                                                                                | Bryan Adams                                            | A&M Records                                          | 18. Juni 1991      | Rock                        | Waking Up the Neighbours    |                       |
| I Like the Way (The Kissing Game)  | Teddy Riley, Bernard Belle und Dave Way | Teddy Riley, Bernard Belle und Dave Way | Hi-Five                                                |                                                      | 2. Januar 1991     | R&B, Pop, New Jack Swing    |                             |                       |
| I Wanna Sex You Up                 | Elliot T. Straite, Dr. Freeze | Elliot T. Straite, Dr. Freeze | Color Me Badd                                          |                                                      | März 1991          | Pop                         | C. M. B.                    |                       |
| Jambo                              | Eik Breit, Klaus Eberhartinger, Nino Holm, Günther Schönberger, Thomas Spitzer                                                                 | Eik Breit, Klaus Eberhartinger, Nino Holm, Günther Schönberger, Thomas Spitzer                                                                 | Erste Allgemeine Verunsicherung                        | EMI                                                  | 13. Oktober 1991   | Austropop                   | Watumba!                    |                       |
| Jesus He Knows Me                  | Tony Banks, Phil Collins, Mike Rutherford | Tony Banks, Phil Collins, Mike Rutherford | Genesis                                                | Virgin Records                                       | 28. Oktober 1991   | Pop-Rock                    | We Can’t Dance              |                       |
| Mama, I’m Coming Home              | Ozzy Osbourne, Zakk Wylde, Lemmy Kilmister | Ozzy Osbourne, Zakk Wylde, Lemmy Kilmister | Ozzy Osbourne                                          |                                                      | 1991               | Heavy Metal                 |                             |                       |
| Romantic                           | Terry Lewis, Jimmy Jam, Karyn White | Terry Lewis, Jimmy Jam, Karyn White | Karyn White                                            |                                                      | 23. August 1991    | Pop                         | Ritual of Love              |                       |
| Save the Best for Last             | Phil Galdston, Jon Lind, Wendy Waldman | Phil Galdston, Jon Lind, Wendy Waldman | Vanessa Lynn Williams                                  |                                                      | 20. August 1991    | Pop                         | The Comfort Zone            |                       |
| Seele in Not                       | Tilo Wolff | Tilo Wolff | Lacrimosa                                              | Hall of Sermon                                       | 1991               | Neue Deutsche Todeskunst    | Angst                       |                       |
| Set Adrift on Memory Bliss         | Gary Kemp, Attrell Cordes | Gary Kemp, Attrell Cordes | P. M. Dawn                                             |                                                      | 5. August 1991     | Pop                         | Of the Heart, of the Soul … |                       |
| Spending My Time                   | Per Gessle, Mats Persson | Per Gessle, Mats Persson | Roxette                                                | EMI Music                                            | 28. März 1991      | Pop                         | Joyride                     |                       |
| These Are the Days of Our Lives    | Roger Taylor | Roger Taylor | Queen                                                  | Parlophone (Europa), Hollywood Records (Nordamerika) | 5. September 1991  | Softrock                    | Innuendo                    |                       |
| Under the Bridge                   | Flea, John Frusciante, Anthony Kiedis, Chad Smith                                                                                              | Flea, John Frusciante, Anthony Kiedis, Chad Smith                                                                                              | Red Hot Chili Peppers                                  | Warner Bros.                                         | 24. September 1991 | Alternative Rock            | Blood Sugar Sex Magik       |                       |
| When You Tell Me That You Love Me  | Albert Hammond, John Bettis | Albert Hammond, John Bettis | Diana Ross                                             | Motown                                               | 20. August 1991    | Soul                        | The Force Behind the Power  |                       |
| Who Said I Would                   | Phil Collins | Phil Collins | Phil Collins                                           |                                                      | 1991               | Pop                         | Serious Hits… Live!         |                       |
| You’re in Love                     | Glen Ballard und weitere | Glen Ballard und weitere | Wilson Phillips                                        |                                                      | 1991               | Pop                         |                             |                       |

### Alben
| Album                                      | Interpret                           | Label                                          | Veröffentlichung   | Genre                                                   | Weitere Informationen                  |
| ------------------------------------------ | ----------------------------------- | ---------------------------------------------- | ------------------ | ------------------------------------------------------- | -------------------------------------- |
| 1916                                       | Motörhead                           | WTG/Epic Records                               | 26. Februar 1991   | Heavy Metal                                             |                                        |
| A Little Ain’t Enough                      | David Lee Roth                      | Warner Bros.                                   | 15. Januar 1991    | Hard Rock                                               |                                        |
| Achtung Baby                               | U2                                  | Island Records                                 | 18. November 1991  | Rock                                                    |                                        |
| Alanis                                     | Alanis Morissette                   | MCA Records, Hot Mustard Records               | 16. April 1991     | Dance-Pop                                               | Debütalbum                             |
| Alles Bingo                                | Truck Stop                          | Metronome                                      | März 1991          | Country                                                 |                                        |
| Angst                                      | Lacrimosa                           | Hall of Sermon                                 | 1991               | Neue Deutsche Todeskunst                                |                                        |
| Apocalypse 91... The Enemy Strikes Black   | Public Enemy                        | Def Jam Recordings, Columbia Records           | 1. Oktober 1991    | Hip-Hop                                                 |                                        |
| Arise                                      | Sepultura                           | Roadrunner Records                             | 25. März 1991      | Thrash Metal, Death Metal                               |                                        |
| Babyteeth                                  | Therapy?                            | Wiiija Records                                 | 15. Juli 1991      | Noise-Rock, Alternative Rock, Alternative Metal         | Minialbum                              |
| Badmotorfinger                             | Soundgarden                         | A&M Records                                    | 8. Oktober 1991    | Grunge, Heavy Metal                                     |                                        |
| Blessed Are the Sick                       | Morbid Angel                        | Roadrunner Records                             | 2. Mai 1991        | Death Metal                                             |                                        |
| Blood Sugar Sex Magik                      | Red Hot Chili Peppers               | Warner Bros.                                   | 24. September 1991 | Funk Metal/Funk Rock, Crossover, Alternative Rock       |                                        |
| Blue Lines                                 | Massive Attack                      | Virgin Records                                 | 9. April 1991      | Trip-Hop, House, Dance                                  |                                        |
| Butchered at Birth                         | Cannibal Corpse                     | Metal Blade Records                            | 1. Juli 1991       | Death Metal                                             |                                        |
| Catfish Rising                             | Jethro Tull                         | Chrysalis Records                              | 10. September 1991 | Hardrock, Rock                                          |                                        |
| Certified                                  | Herb Robertson                      | JMT                                            | 1991               | Jazz                                                    |                                        |
| Clandestine                                | Entombed                            | Earache Records                                | 12. November 1991  | Death Metal                                             |                                        |
| Cypress Hill                               | Cypress Hill                        | Ruffhouse, Columbia Records                    | 13. August 1991    | Alternative Hip-Hop, Latin Hip-Hop, Westcoast-Hip-Hop   |                                        |
| Dangerous                                  | Michael Jackson                     | Epic Records, Sony Music                       | 21. November 1991  | Pop, Contemporary R&B, New Jack Swing, Rock             |                                        |
| De La Soul Is Dead                         | De La Soul                          | Tommy Boy Records                              | 13. Mai 1991       | Alternative Hip-Hop, Jazz-Rap, House                    |                                        |
| Diamonds and Pearls                        | Prince and The New Power Generation | Warner Bros. Records / Paisley Park Records    | 1. Oktober 1991    | Contemporary R&B, Funk, Hip-Hop, Pop, Rock              |                                        |
| Die Todgeweihten grüßen Euch               | Molotow Soda                        | Day-Glo Records                                | 1991               | Punkrock                                                |                                        |
| Different World                            | Uriah Heep                          | Legacy (UK), Roadrunner Records                | Februar 1991       | Hard Rock, Pop Metal                                    |                                        |
| Dreaming of the Masters Suite              | Art Ensemble of Chicago             | DIW Records                                    | 1991               | Jazz                                                    |                                        |
| Flashpoint                                 | The Rolling Stones                  | Rolling Stones Records, Sony Music             | 8. April 1991      | Rock                                                    | Livealbum                              |
| For Unlawful Carnal Knowledge              | Van Halen                           | Warner Music Group                             | 17. Juni 1991      | Hard Rock                                               |                                        |
| Gish                                       | The Smashing Pumpkins               | Caroline Records                               | 28. Mai 1991       | Alternative Rock, Psychedelic Rock, Shoegazing          |                                        |
| Gothic                                     | Paradise Lost                       | Peaceville Records                             | 11. März 1991      | Death Doom, Gothic Metal                                |                                        |
| Greatest Hits                              | Eurythmics                          | RCA Records, BMG                               | 18. März 1991      | New Wave, Synthiepop                                    | Greatest-Hits-Album                    |
| Greatest Hits II                           | Queen                               | Parlophone/EMI, Universal Records              | 28. Oktober 1991   | Rock                                                    | Greatest-Hits-Album                    |
| Heaven’s Open                              | Mike Oldfield                       | Virgin Records                                 | 18. Februar 1991   | Progressive Rock                                        |                                        |
| Hey Stoopid                                | Alice Cooper                        | Epic Records                                   | 2. Juli 1991       | Hard Rock                                               |                                        |
| Human                                      | Death                               | Relativity Records                             | 22. Oktober 1991   | Death Metal                                             |                                        |
| Innuendo                                   | Queen                               | Parlophone/EMI, Hollywood Records (USA)        | 4. Februar 1991    | Rock, Hard Rock                                         |                                        |
| Jetzt geht’s ab                            | Die Fantastischen Vier              | Columbia Records                               | 27. August 1991    | Hip-Hop                                                 | Debütalbum                             |
| Joyride                                    | Roxette                             | EMI                                            | 28. März 1991      | Pop-Rock                                                |                                        |
| Let’s Get to It                            | Kylie Minogue                       | Pete Waterman Entertainment                    | 14. Oktober 1991   | Pop, New Jack Swing, Dance-Pop                          |                                        |
| Little Magnets Versus the Bubble of Babble | Transvision Vamp                    | MCA Records                                    | 18. August 1991    | Pop-Rock, Alternative Rock                              |                                        |
| Live at the Brixton Academy                | Faith No More                       | Slash Records, London Records, Reprise Records | 4. Februar 1991    | Alternative Metal, Funk Metal                           | Livealbum                              |
| Live at the Royal Festival Hall            | Dizzy Gillespie                     | Enja                                           | 1991               | Jazz                                                    |                                        |
| Live at the Village Vanguard               | Geri Allen                          | DIW Records                                    | 1991               | Jazz                                                    |                                        |
| Live Your Life Be Free                     | Belinda Carlisle                    | MCA                                            | 14. Oktober 1991   | Pop-Rock                                                |                                        |
| Loco Live                                  | Ramones                             | Chrysalis, Sire Records                        | Oktober 1991       | Punkrock                                                | Livealbum                              |
| Love Hurts                                 | Cher                                | Geffen Records                                 | 18. Juni 1991      | Pop-Rock, Adult Contemporary                            |                                        |
| Loveless                                   | My Bloody Valentine                 | Creation Records, Sire Records                 | 4. November 1991   | Shoegazing, Dream Pop, Noise-Rock                       |                                        |
| Lynyrd Skynyrd 1991                        | Lynyrd Skynyrd                      | Atlantic Records                               | 11. Juni 1991      | Southern Rock                                           |                                        |
| Mama Said                                  | Lenny Kravitz                       | Virgin Records                                 | 2. April 1991      | Hard Rock, Funk Rock                                    |                                        |
| Metallica                                  | Metallica                           | Elektra Records, Vertigo                       | 12. August 1991    | Heavy Metal                                             |                                        |
| Moritat                                    | Relatives Menschsein                | Danse Macabre                                  | August 1991        | Neue Deutsche Todeskunst                                | EP                                     |
| Mush                                       | Leatherface                         | Roughneck Records, Seed Records                | 1991               | Hardcore Punk, Punkrock                                 |                                        |
| Necroticism – Descanting the Insalubrious  | Carcass                             | Earache Records                                | 21. Oktober 1991   | Death Metal, Grindcore                                  |                                        |
| Nevermind                                  | Nirvana                             | Geffen Records, Sub Pop                        | 24. September 1991 | Grunge, Alternative Rock                                |                                        |
| Nichts ohne Grund                          | Pur                                 | Intercord Records                              | 1991               | Pop                                                     |                                        |
| Niggaz4Life                                | N.W.A                               | Ruthless, Priority, EMI                        | 28. Mai 1991       | G-Funk, Gangsta-Rap                                     |                                        |
| No Jive                                    | Nazareth                            | Vertigo Records                                | 1. November 1991   | Hard Rock                                               |                                        |
| No More Tears                              | Ozzy Osbourne                       | Epic Records                                   | 23. September 1991 | Heavy Metal                                             |                                        |
| On Every Street                            | Dire Straits                        | Vertigo Records                                | 2. September 1991  | Rock                                                    |                                        |
| Out of Time                                | R.E.M.                              | Warner Bros.                                   | 12. März 1991      | Alternative Rock                                        |                                        |
| Phantastisch Zwecklos                      | Endraum                             | Selbst veröffentlicht                          | 1991               | Neue Deutsche Todeskunst                                |                                        |
| Pink Bubbles Go Ape                        | Helloween                           | EMI                                            | 11. März 1991      | Heavy Metal                                             |                                        |
| Prove You Wrong                            | Prong                               | Epic Records                                   | 24. September 1991 | Groove Metal, Hardcore Punk, Thrash Metal               |                                        |
| Real Life                                  | Simple Minds                        | Virgin Records, A&M Records                    | 8. April 1991      | Pop-Rock                                                |                                        |
| Ribbed                                     | NOFX                                | Epitaph Records                                | 26. März 1991      | Punkrock, Skatepunk                                     |                                        |
| Rock ’til You Drop                         | Status Quo                          | Vertigo Records                                | 21. September 1991 | Hard-Rock                                               |                                        |
| Schubert Dip                               | EMF                                 | Parlophone                                     | 7. Mai 1991        | Alternative Rock, Indie-Rock, Electronica, Electro-Rock |                                        |
| Simply the Best                            | Tina Turner                         | Capitol Records                                | 22. Oktober 1991   | Rock, Pop                                               | Kompilation                            |
| Slave to the Grind                         | Skid Row                            | Atlantic Records                               | 11. Juni 1991      | Hard Rock, Heavy Metal                                  |                                        |
| Slow, Deep and Hard                        | Type O Negative                     | Roadrunner Records                             | 11. Juni 1991      | Doom Metal, Thrash Metal, Hardcore Punk                 | Debütalbum                             |
| Special Quartet                            | David Murray                        | DIW Records                                    | 1991               | Jazz                                                    |                                        |
| Spellbound                                 | Paula Abdul                         | Virgin Records                                 | 14. Mai 1991       | Pop                                                     |                                        |
| Spirit of Nuff...Nuff                      | Henry Threadgill                    | Black Saint                                    | 1991               | Jazz                                                    |                                        |
| Symbol of Salvation                        | Armored Saint                       | Metal Blade Records                            | 14. Mai 1991       | Heavy Metal                                             |                                        |
| Temple of the Dog                          | Temple of the Dog                   | A&M Records                                    | 16. April 1991     | Grunge                                                  |                                        |
| Ten                                        | Pearl Jam                           | Epic Records                                   | 27. August 1991    | Grunge                                                  | Debütalbum                             |
| The Astral Sleep                           | Tiamat                              | Century Media                                  | 1. September 1991  | Death Doom, Gothic Metal                                |                                        |
| The Best of The Pogues                     | The Pogues                          | Pogue Music                                    | 7. September 1991  | Folk Rock, Celtic Punk                                  | Kompilation                            |
| The Romantic Piano Concerto                |                                     | Hyperion Records                               | Juni 1991          | Klassische Musik                                        | CD-Reihe, die seit Juni 1991 erscheint |
| The Soul Cages                             | Sting                               | A&M Records                                    | 17. Januar 1991    | Pop, Rock                                               |                                        |
| The White Room                             | The KLF                             | KLF Communications                             | 4. März 1991       | Electronica, Acid House, Rave                           | Debütalbum                             |
| Trompe le Monde                            | Pixies                              | 4AD                                            | 23. September 1991 | Alternative Rock                                        |                                        |
| Unreal World                               | The Godfathers                      | Epic Records                                   | März 1991          | Alternative Rock                                        |                                        |
| Unusual Heat                               | Foreigner                           | Atlantic Records                               | 14. Juni 1991      | Rock                                                    |                                        |
| Use Your Illusion I & II                   | Guns N’ Roses                       | Geffen Records                                 | 17. September 1991 | Hard Rock                                               | Doppelalbum                            |
| Vagabond Heart                             | Rod Stewart                         | Warner Bros.                                   | 25. März 1991      | Pop-Rock                                                |                                        |
| Waking Up the Neighbours                   | Bryan Adams                         | A&M Records                                    | 24. September 1991 | Rock                                                    |                                        |
| We Can’t Dance                             | Genesis                             | Virgin Records                                 | 11. November 1991  | Rock, Progressive Rock                                  |                                        |
| What Evil Lurks                            | The Prodigy                         | XL Recordings                                  | Februar 1991       | Hardcore, Rave, Techno                                  | EP                                     |
| Wretch                                     | Kyuss                               | Dali Records                                   | 23. September 1991 | Stoner Doom                                             |                                        |

## Geboren

### Januar
- 09. Januar: Alvaro Soler, deutsch-spanischer Sänger

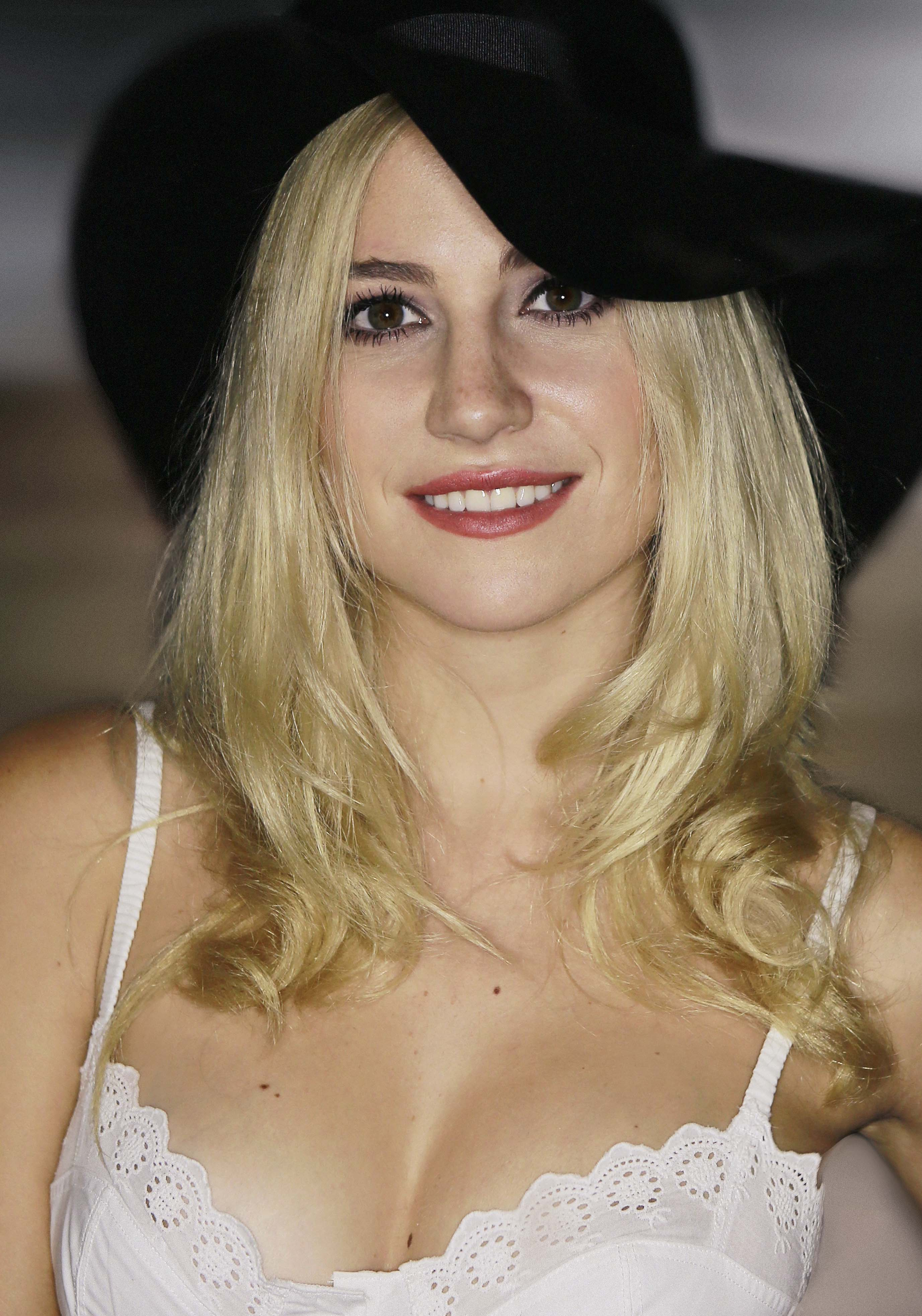
Pixie Lott; * 12. Januar

- 12. Januar: Pixie Lott, britische Pop-/Soulsängerin, Songwriterin und Schauspielerin
- 13. Januar: Gu Hara, südkoreanische Popsängerin († 2019)

### Februar
- 10. Februar: Emma Roberts, US-amerikanische Schauspielerin und Sängerin
- 12. Februar: Casey Abrams, US-amerikanischer Sänger
- 14. Februar: Karol G, kolumbianische Reggaeton-, RnB- und Popsängerin
- 15. Februar: Martin Listabarth, österreichischer Jazzmusiker (Piano, Komposition)
- 16. Februar: Anna Wise, US-amerikanische Sängerin

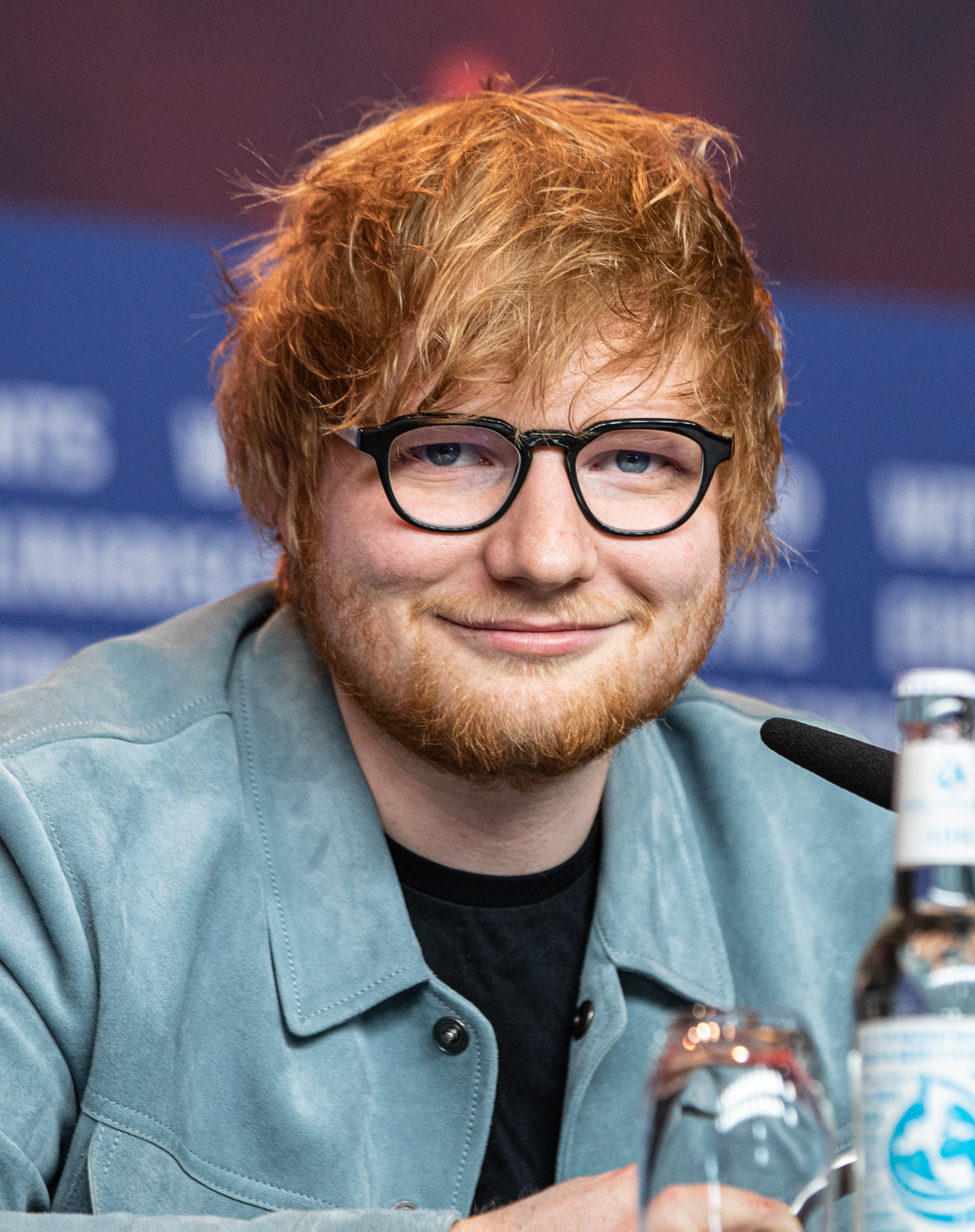
Ed Sheeran; * 17. Februar

- 17. Februar: Ed Sheeran, britischer Singer-Songwriter
- 18. Februar: Malese Jow, US-amerikanische Schauspielerin und Sängerin
- 19. Februar: Piotr Scholz, polnischer Fusion- und Jazzmusiker (Gitarre, Komposition)
- 22. Februar: Malika Dzumaev, deutsche Turniertänzerin
- 22. Februar: Robin Stjernberg, schwedischer Sänger
- 23. Februar: Dominik Büchele, deutscher Sänger

### März
- 08. März: Devon Werkheiser, US-amerikanischer Schauspieler und Sänger
- 10. März: Kenshi Yonezu, japanischer Rocksänger, Singer-Songwriter, Illustrator und Musikproduzent
- 11. März: Çingiz Mustafayev, aserbaidschanischer Sänger
- 12. März: ERRdeKa, deutscher Rapper
- 16. März: Sandhja, finnische Sängerin

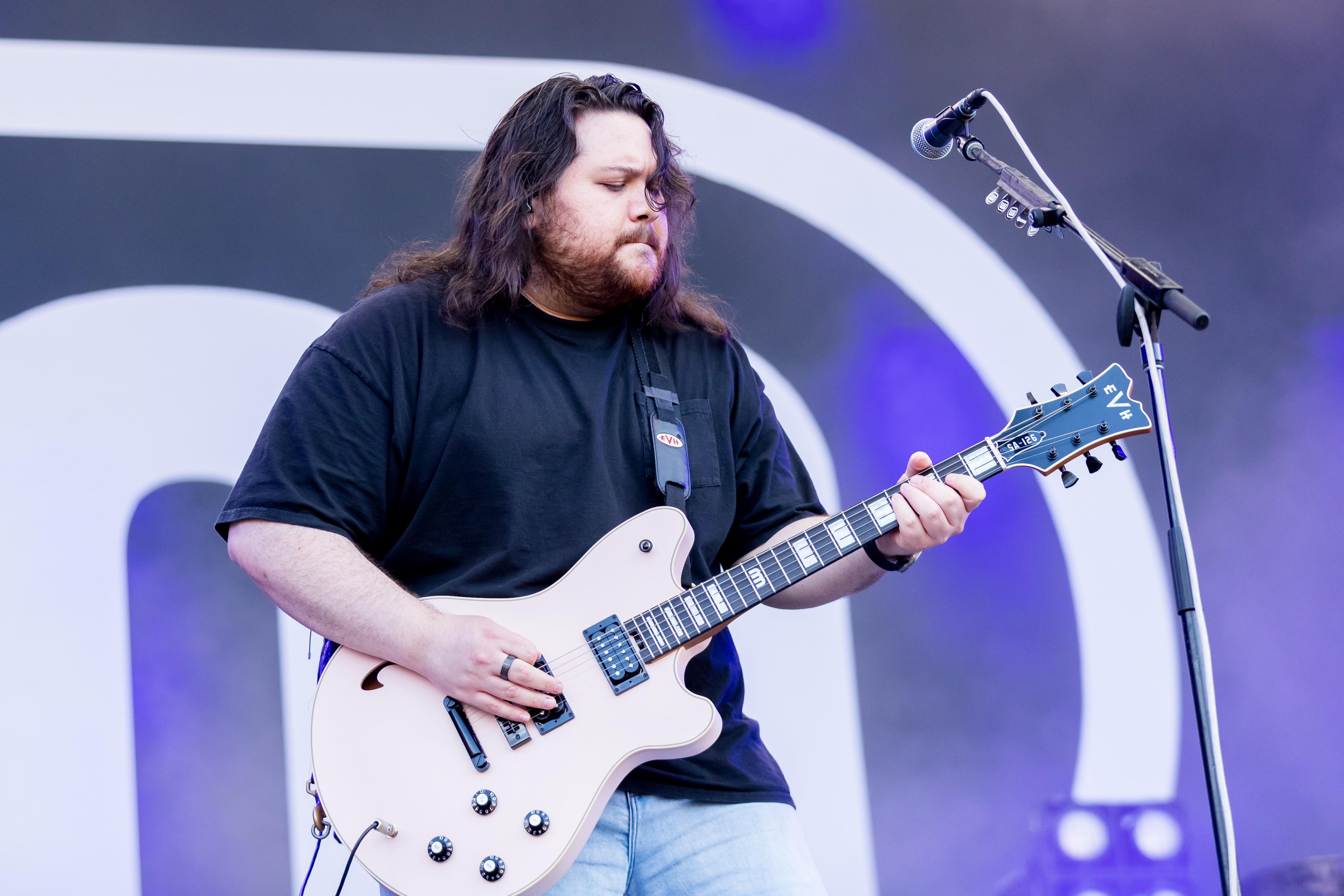
Wolfgang Van Halen; * 16. März

- 16. März: Wolfgang Van Halen, US-amerikanischer Musiker niederländischer Abstammung
- 19. März: Garrett Clayton, US-amerikanischer Schauspieler und Sänger
- 19. März: Justin Faulkner, US-amerikanischer Jazzmusiker (Schlagzeug)
- 19. März: Stoopid Lou, deutscher Musikproduzent
- 20. März: Lucie Jones, britische Sängerin, Schauspielerin und Model
- 23. März: Joscha Schraff, Schweizer Jazzmusiker (Piano, Komposition)
- 25. März: Dina Fagimowna Garipowa, russische Sängerin
- 27. März: Judit Neddermann, spanische Singer-Songwriterin und Gitarristin
- 29. März: Gabi Hartmann, französische Jazzsängerin

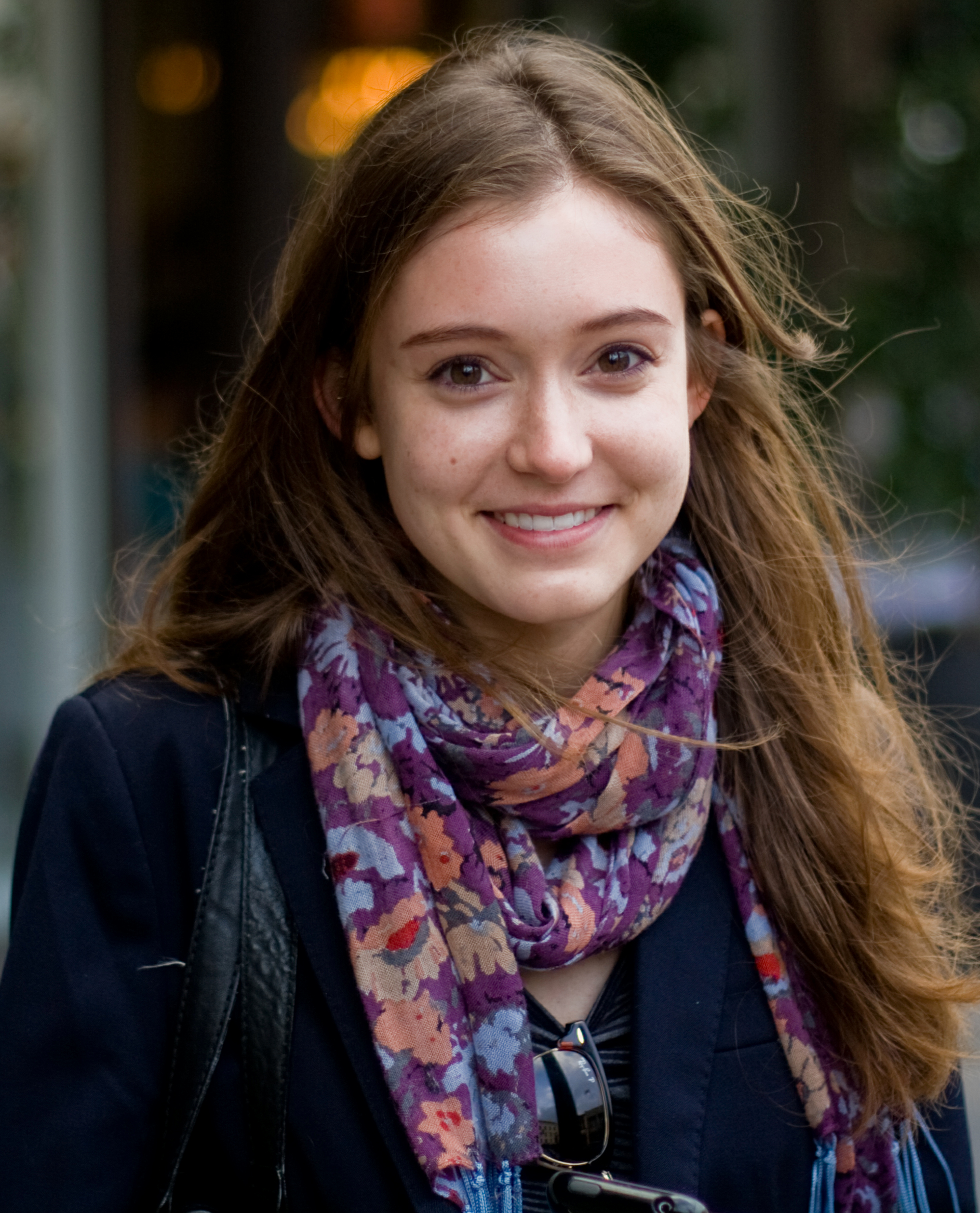
Hayley McFarland; * 29. März

- 29. März: Hayley McFarland, US-amerikanische Schauspielerin und Sängerin
- 30. März: AronChupa, schwedischer DJ und Musikproduzent

### April
- 02. April: Quavo, US-amerikanischer Rapper

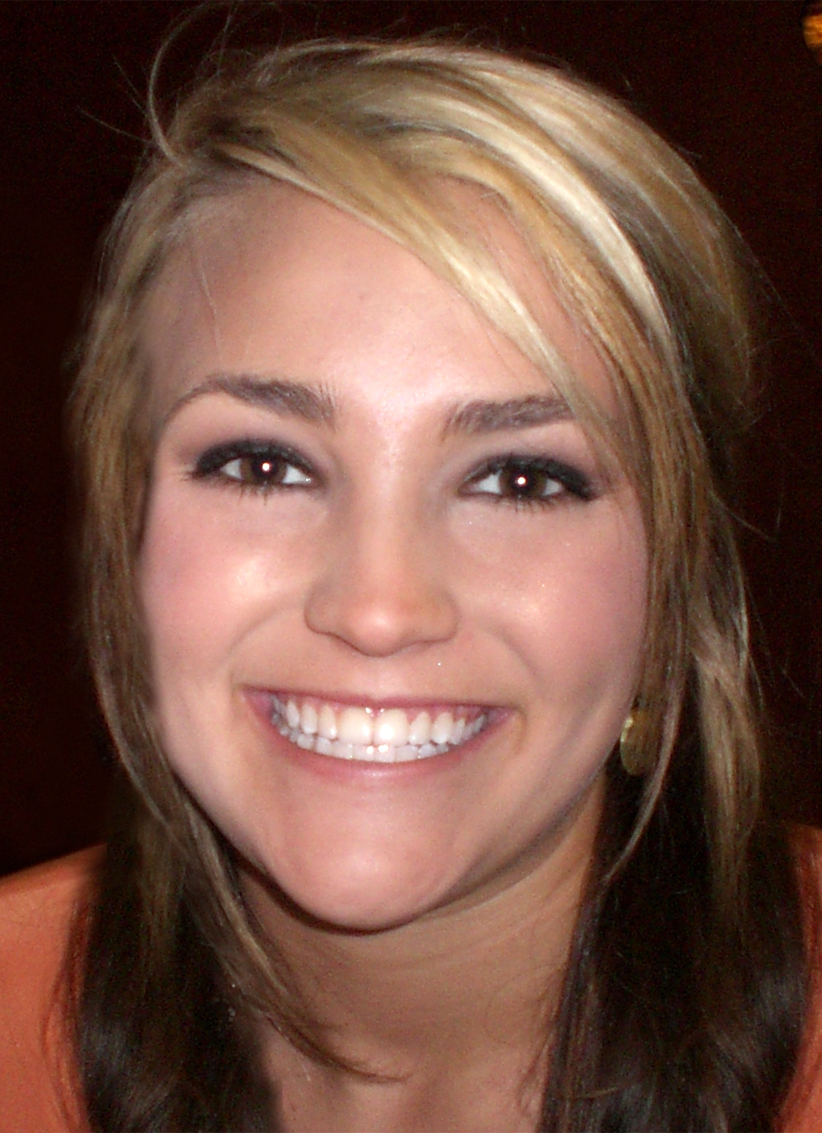
Jamie Lynn Spears; * 4. April

- 04. April: Jamie Lynn Spears, US-amerikanische Schauspielerin und Sängerin
- 07. April: Anne-Marie Nicholson, britische Sängerin
- 08. April: Dej Loaf, US-amerikanische Sängerin
- 09. April: 3Plusss, deutscher Rapper
- 10. April: Amanda Michalka, US-amerikanische Sängerin und Schauspielerin
- 10. April: Luisa Charlotte Schulz, deutsche Schauspielerin, Sängerin, Comedienne
- 15. April: Anastassija Winnikawa, belarussische Sängerin
- 17. April: Samirə Əfəndiyeva, aserbaidschanische Sängerin
- 25. April: Léo Arnaud, US-amerikanischer Musiker
- 27. April: Ardian Bujupi, deutscher Sänger
- 28. April: Jennifer Braun, deutsche Sängerin
- 30. April: Christos Mylordos, zyprischer Sänger
- 30. April: Margaux Oswald, französische Jazz- und Improvisationsmusikerin (Piano, Komposition)
- 30. April: Travis Scott, US-amerikanischer Rapper

### Mai
- 01. Mai: Levina, deutsche Sängerin, Songwriterin und Moderatorin
- 11. Mai: Ana Isabel García Llorente, spanische Rapperin, Dichterin, Feministin und Politikwissenschaftlerin († 2017)
- 11. Mai: Uzari, belarussischer Sänger und Songwriter
- 12. Mai: Lumaraa, deutsche Rapperin
- 17. Mai: Tony Effe, italienischer Rapper
- 17. Mai: Moran Mazor, israelische Popsängerin
- 19. Mai: Jordan Pruitt, US-amerikanische Pop-Sängerin und Songwriterin
- 20. Mai: Bastian Baker, Schweizer Sänger
- 20. Mai: Kaho Shibuya, japanische Webvideoproduzentin, Cosplayerin und Sängerin

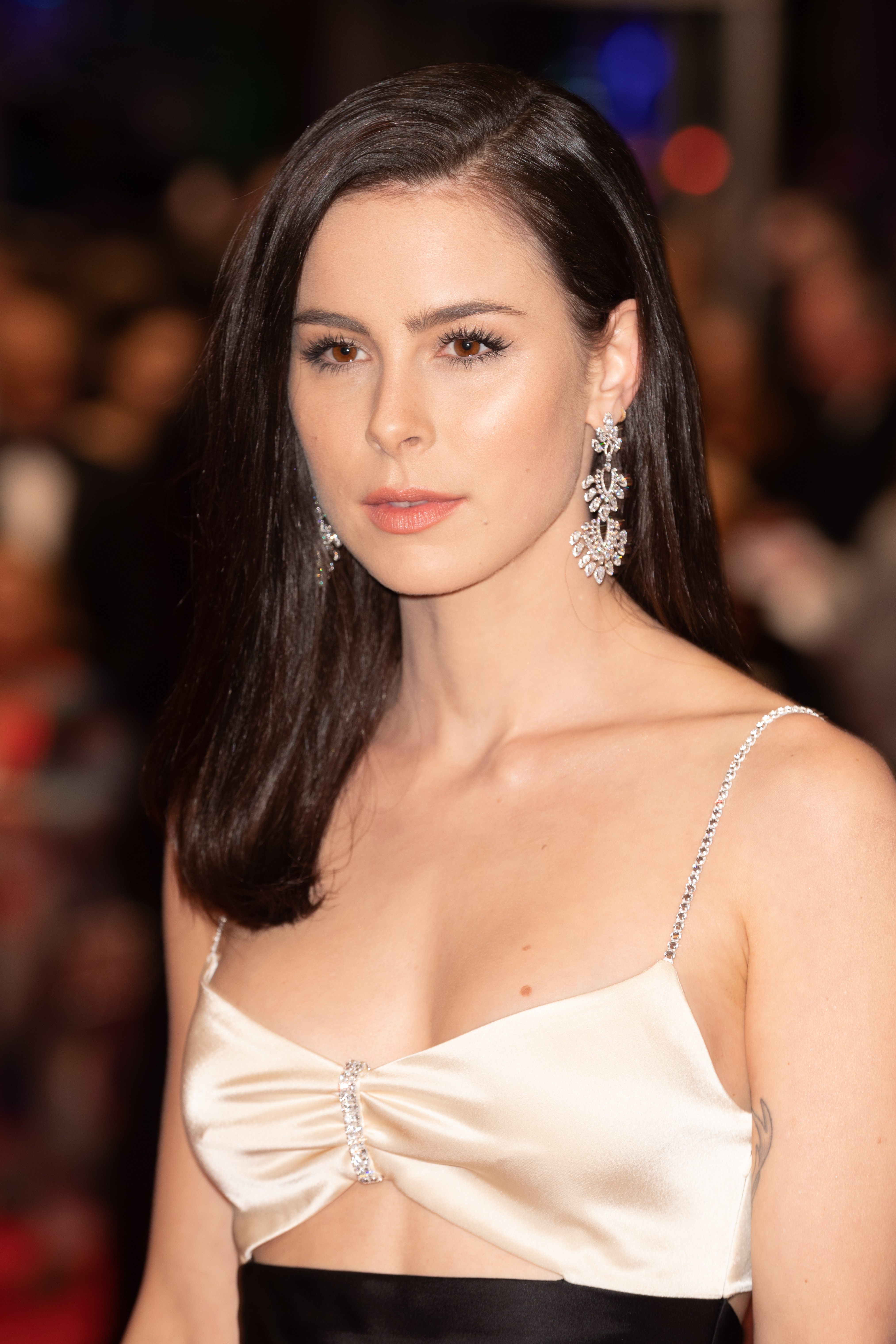
Lena; * 23. Mai

- 23. Mai: Lena Meyer-Landrut, deutsche Sängerin und Songschreiberin
- 26. Mai: Amber Bondin, maltesische Sängerin
- 28. Mai: Gene Shinozaki, japanisch-amerikanischer Beatboxer, Webvideoproduzent, Singer-Songwriter, Straßenperformer, Multiinstrumentalist und Musikproduzent
- 31. Mai: Azealia Banks, US-amerikanische Rapperin

### Juni
- 02. Juni: Mois, tschetschenischer deutschsprachiger Webvideoproduzent
- 04. Juni: Charlotte Legault, kanadische Schauspielerin und Sängerin
- 07. Juni: Fetty Wap, US-amerikanischer Rapper
- 14. Juni: Alyona Alyona, ukrainische Rapperin
- 17. Juni: DeeVoe, deutscher Musikproduzent und DJ
- 23. Juni: Katie Armiger, US-amerikanische Countrysängerin
- 28. Juni: Seo Ju-hyeon, südkoreanische Popsängerin
- 28. Juni: Artem Pywowarow, ukrainischer Singer-Songwriter

### Juli
- 05. Juli: Damian Kostka, polnischer Jazzmusiker (Bass, Komposition)
- 08. Juli: Manizha, russische Sängerin, Komponistin und Aktivistin
- 09. Juli: Adrianne Lenker, US-amerikanische Folk- und Rock-Musikerin
- 15. Juli: Samir Böhringer, Schweizer Jazzmusiker (Schlagzeug, Komposition)

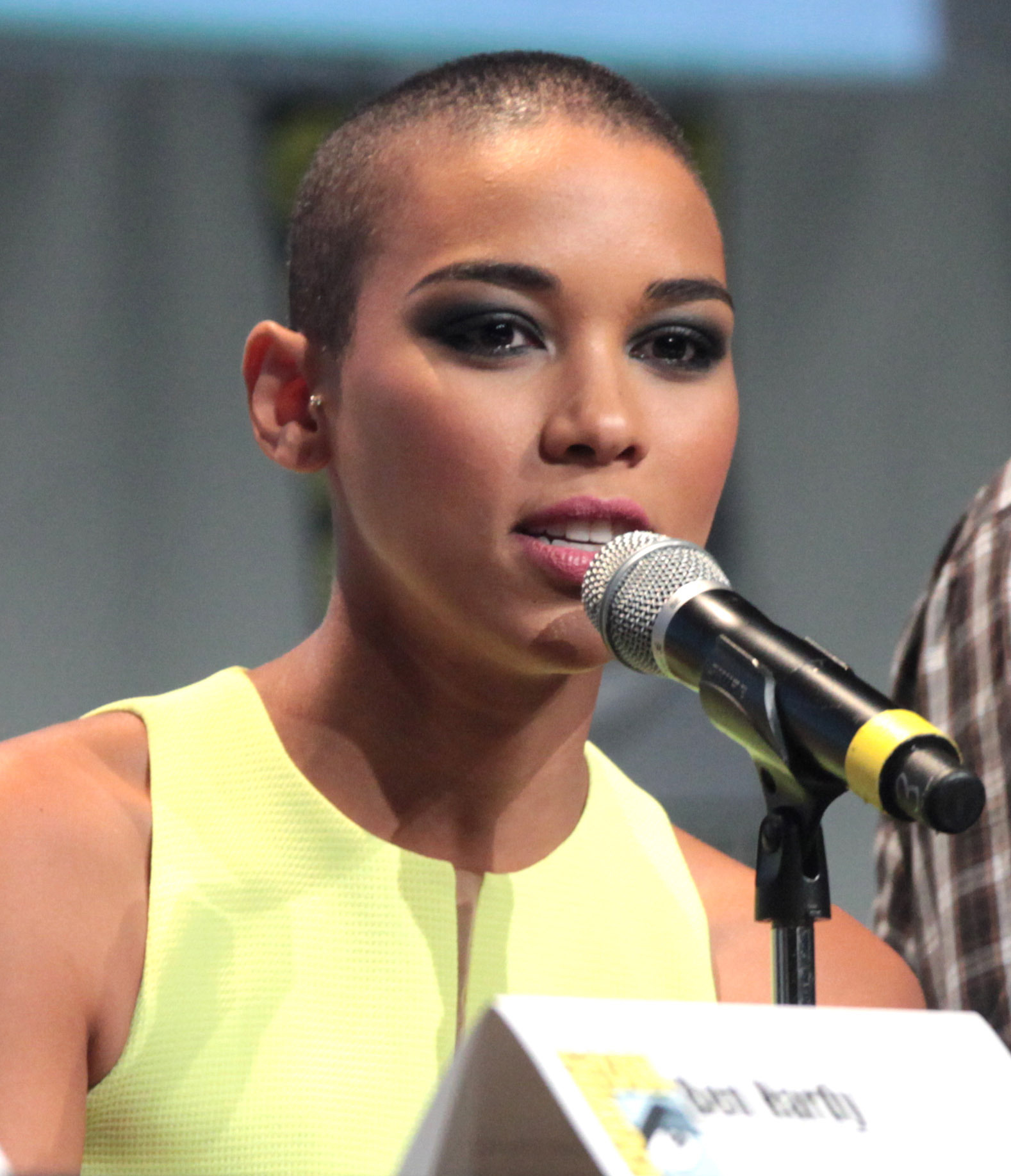
Alexandra Shipp; * 16. Juli

- 16. Juli: Alexandra Shipp, US-amerikanische Sängerin und Schauspielerin
- 28. Juli: Chanel Terrero, kubanisch-spanische Schauspielerin, Sängerin und Tänzerin
- 30. Juli: Benjamin Posern, deutscher Rapper
- 30. Juli: Diana Vickers, englische Popsängerin und Schauspielerin
- 31. Juli: Filipa Azevedo, portugiesische Sängerin

### August
- 09. August: Sofie Royer, österreichisch-US-amerikanische Popsängerin und DJ
- 11. August: Milica Pavlović, serbische Pop-Folk-Sängerin
- 16. August: Kwon Ri-se, südkoreanische Sängerin japanischer Herkunft († 2014)
- 21. August: Demy, griechische Sängerin und Musicalschauspielerin
- 23. August: Namika, deutsche Sängerin und Rapperin
- 28. August: Kyle Massey, US-amerikanischer Schauspieler und Rapper
- 28. August: Samuel Larsen, US-amerikanischer Schauspieler und Musiker
- 30. August: Fərid Məmmədov, aserbaidschanischer Popsänger

### September
- 04. September: Örs Siklósi, ungarischer Musiker († 2021)
- 09. September: Hunter Hayes, US-amerikanischer Countrysänger
- 11. September: Frida Brygmann, dänische Musikerin und Schauspielerin
- 12. September: Imri Ziv, israelischer Sänger
- 15. September: Alex Florea, rumänischer Sänger
- 19. September: Linda Teodosiu, deutsche Sängerin
- 21. September: Ingrid Andress, US-amerikanische Country-Sängerin und Songwriterin
- 21. September: Joan Thiele, italienische Musikerin
- 26. September: Greta Koçi, albanische Popsängerin
- 29. September: Martin Jensen, dänischer DJ und Musikproduzent

### Oktober

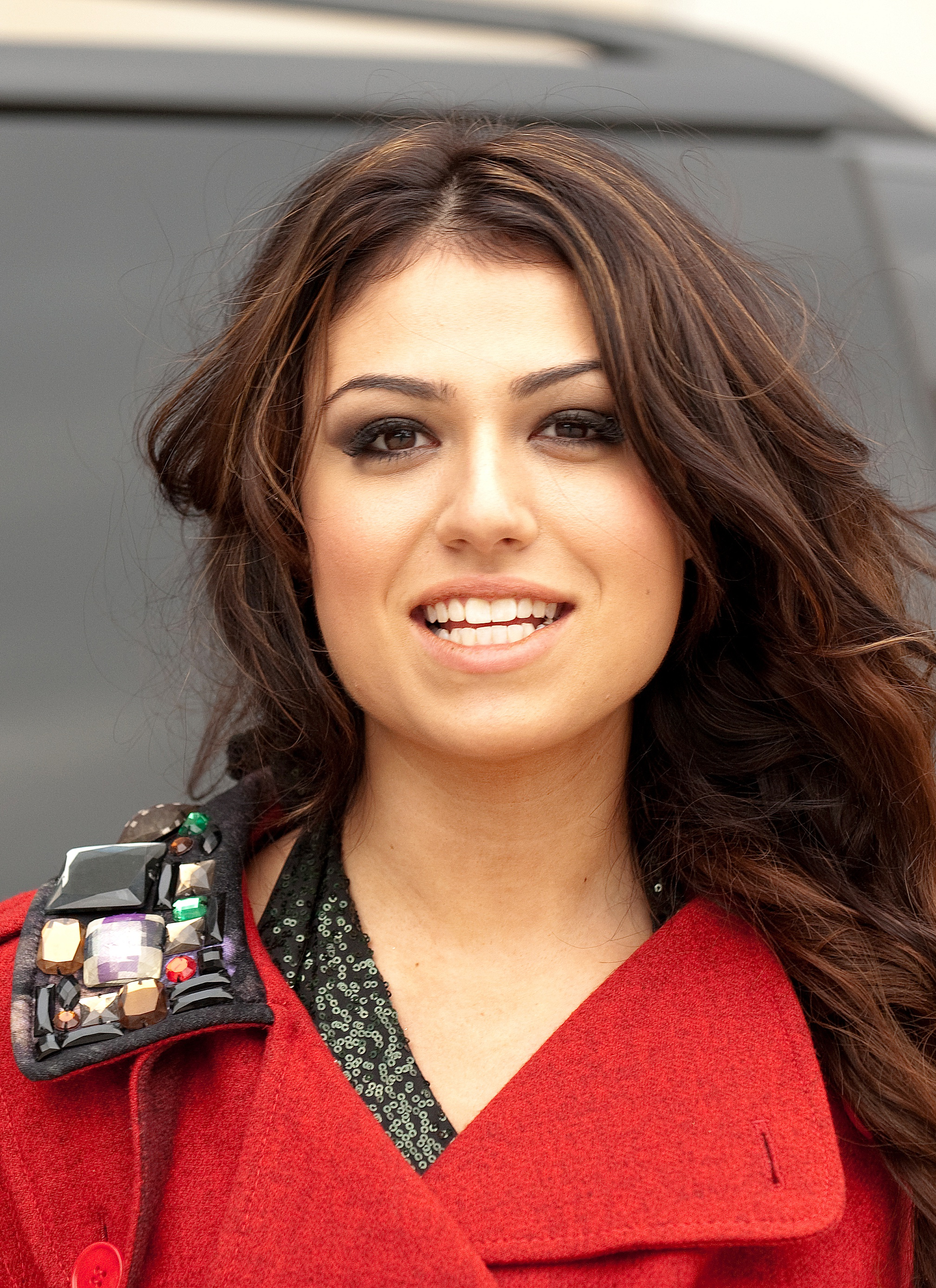
Gabriella Cilmi; * 10. Oktober

- 10. Oktober: Gabriella Cilmi, australische Sängerin
- 16. Oktober: John & Edward Grimes (Jedward), irische Popsänger
- 17. Oktober: Brenda Daniela Asnicar Mendoza, argentinische Schauspielerin, Sängerin und Tänzerin
- 22. Oktober: Arianna Afsar, US-amerikanische Schauspielerin, Model und Musicaldarstellerin
- 26. Oktober: Blas Cantó, spanischer Popsänger

### November
- 04. November: Olta Boka, albanische Sängerin
- 07. November: Rachel Sermanni, britische Folkmusikerin und Songwriterin
- 10. November: Elina Netšajeva, estnische Opernsängerin (Koloratursopran)
- 17. November: Frenna, niederländischer Rapper
- 18. November: Tommy Cash, estnischer Rapper

### Dezember
- 02. Dezember: Charlie Puth, US-amerikanischer Sänger und Songwriter
- 03. Dezember: Anna Odobescu, moldauische Sängerin
- 06. Dezember: Ejae, südkoreanische Sängerin, Songwriterin, Musikproduzentin
- 11. Dezember: Anna Bergendahl, schwedische Sängerin
- 19. Dezember: Keiynan Lonsdale, australischer Schauspieler und Tänzer
- 19. Dezember: Declan Galbraith, britischer Sänger
- 24. Dezember: Louis Tomlinson, englischer Sänger
- 27. Dezember: Jimi Blue Ochsenknecht, deutscher Schauspieler und Musiker
- 29. Dezember: Clementine Douglas, britische Sängerin und Songwriterin aus Birmingham

### Genaues Geburtsdatum unbekannt
- Mohamed Abozekry, ägyptischer Musiker (Oud, Komposition)
- Ozan Aksu, deutsch-türkischer Nachwuchsschauspieler und Rapper
- Avery Amereau, US-amerikanische Opernsängerin (Mezzosopran/Alt)
- Vanessa Collier, US-amerikanische Blues-, Soul-, Funk- und R&B-Saxofonistin, Sängerin und Songwriterin
- Stephan Deller, deutscher Jazz- und Improvisationsmusiker (Kontrabass)
- FloFilz, deutscher Hip-Hop-Produzent
- Anna Jalving, dänische Geigerin (Neue Musik, Improvisationsmusik)
- JPattersson, deutscher Musiker
- Markus Kaufmann, deutscher Kirchenmusiker
- Alice Lackner, deutsche Sängerin der Stimmlage Mezzosopran
- Kobi Marimi, israelischer Sänger und Schauspieler
- Maïlys Maronne, französische Jazzmusikerin (Piano, Keyboard, Synthesizer, Komposition)
- Valeria Maurer, russisch-deutsche Jazz- und Fusionmusikerin (Gesang, Komposition)
- Aramis Merlin, deutscher Schauspieler, Synchronsprecher, Stuntman, Webvideoproduzent und Opernsänger
- Niklas Mitteregger, österreichischer Schauspieler und Musiker
- Mazlum Nergiz, deutscher Dramaturg und Autor
- Ellie Nunn, britische Schauspieler, Sängerin und Musicaldarstellerin
- Onk Lou, österreichischer Singer/Songwriter
- Kurt Prödel, deutscher Multimedia-Künstler, Musiker und Schriftsteller
- Fatma Said, ägyptische Sopranistin
- Elizabeth Sankey, britische Filmregisseurin und Musikerin
- Florian Schötz, deutscher Violinist
- Maximiliano Alejandro Soto Mayorga, chilenischer Komponist Neuer Musik
- Lara Süß, deutsche Improvisationsmusikerin (Gesang, Körper) und Sprachkünstlerin
- Sylvaine, norwegische Metal-Multi-Instrumentalistin
- Margaux de Valensart, belgische Sopranistin
- Marlon Wehmeier, deutscher Sänger, Schauspieler und Musicaldarsteller
- Susanne Wiesner, deutsche Schauspielerin, Musikerin und Moderatorin
- Nombulelo Yende, südafrikanische Opernsängerin in der Stimmlage Sopran

### Geboren um 1991
- Anna Butterss, australische Jazzmusikerin (Bass, Komposition)
- Bruno Ducret, französischer Jazzmusiker (Cello, Komposition)
- Étienne Renard, französischer Jazzmusiker (Kontrabass, Komposition)

## Gestorben

### Januar
- 02. Januar: Renato Rascel, italienischer Sänger und Schauspieler (* 1912)
- 04. Januar: Eddie Barefield, US-amerikanischer Jazzaltsaxophonist, Klarinettist und Arrangeur (* 1909)
- 04. Januar: Leo Wright, US-amerikanischer Jazzmusiker (Holzblasinstrumente) (* 1933)
- 06. Januar: Ahmed Adnan Saygun, türkischer Komponist, Musiker und Musikwissenschaftler (* 1907)
- 08. Januar: Steve Clark, englischer Musiker und Leadgitarrist (Def Leppard) (* 1960)
- 14. Januar: Miles Copeland junior, US-amerikanischer Musiker, Geschäftsmann und CIA-Agent (* 1913)
- 14. Januar: Irwin Goodman, finnischer Folkmusiker (* 1943)
- 15. Januar: Ángel D’Agostino, argentinischer Tango-Musiker (Pianist), Sänger, Arrangeur, Bandleader und Komponist (* 1900)
- 16. Januar: Jabbo Smith, US-amerikanischer Jazztrompeter (* 1908)
- 26. Januar: Maurice Faure, französischer Pianist (* 1891)
- 26. Januar: Karen Young, US-amerikanische Disco-Sängerin und Pianistin (* 1951)
- 27. Januar: Hans Bertram, deutscher Musiker, Musikproduzent und Schlagerkomponist (* 1915)
- 27. Januar: Reinhold Krug, deutscher Musiker und Komponist (* 1926)
- 31. Januar: Kostas Mountakis, griechischer Lyraspieler (* 1926)
- 31. Januar: Rosemarie Precht, deutsche Songschreiberin, Sängerin und Keyboarderin (* 1952)

### Februar
- 02. Februar: Lucie Manén, deutsche Opernsängerin (* 1899)
- 06. Februar: Chucho Rodríguez, mexikanischer Komponist, Arrangeur, Pianist und Orchesterleiter (* 1918)
- 09. Februar: James Cleveland, US-amerikanischer Gospelsänger, Pianist und Komponist (* 1931)
- 10. Februar: Walter Klien, österreichischer Pianist (* 1928)
- 11. Februar: Lisl Steinitz, österreichische Sängerin und Schauspielerin (* 1912)
- 12. Februar: László Szendrey-Karper, ungarischer Gitarrist und Gitarrenpädagoge (* 1932)
- 14. Februar: Eric Dowling, kanadischer Organist und Komponist (* 1907)
- 15. Februar: George Motola, US-amerikanischer Musikproduzent, Songwriter und Toningenieur (* 1919)
- 16. Februar: Bob Geddins, US-amerikanischer Blues-, Rhythm-&-Blues- und Gospel-Musiker und -Produzent (* 1913)
- 17. Februar: Gitta Alpár, ungarisch-US-amerikanische Opernsängerin, Schauspielerin und Tänzerin (* 1903)
- 17. Februar: Friedrich Weißenborn, deutscher Orgelbauer (* 1907)
- 18. Februar: Renate Kern, deutsche Schlager- und Country-Sängerin (* 1945)
- 19. Februar: Max Michailow, deutscher Geiger und Konzertmeister (* 1912)
- 19. Februar: Erwin Zachmeier, deutscher Musiker, Volksliedsammler und -vermittler (* 1928)
- 20. Februar: Isabelle Delorme, kanadische Musikpädagogin und Komponistin (* 1900)
- 21. Februar: Mali Trummer, deutsche Sopranistin (* 1901)
- 21. Februar: Avelina Landín, mexikanische Sängerin (* 1919)
- 23. Februar: Argeliers León, kubanischer Musikwissenschaftler und -pädagoge, Folklorist und Komponist (* 1918)
- 24. Februar: Webb Pierce, US-amerikanischer Country-Sänger (* 1921)
- 24. Februar: Walther Wünsch, österreichischer Musikwissenschaftler, Hochschullehrer, Musikpädagoge, Musikschuldirektor, Geiger und Bratschist (* 1908)
- 25. Februar: Sembiin Gontschigsumlaa, mongolischer Komponist und Dirigent (* 1915)
- 26. Februar: Slim Gaillard, US-amerikanischer Jazzsänger, Pianist und Gitarrist (* 1916)

### März
- 01. März: Louis Saguer, deutsch-französischer Komponist (* 1907)

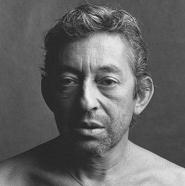
Serge Gainsbourg; † 2. März

- 02. März: Serge Gainsbourg, französischer Chansonnier, Filmschauspieler, Komponist und Schriftsteller (* 1928)
- 03. März: Sal Nistico, US-amerikanischer Jazzsaxophonist (* 1940)
- 07. März: Al Klink, US-amerikanischer Jazzsaxophonist (Tenor) und Flötist (* 1915)
- 07. März: Josef Páleníček, tschechischer Pianist und Komponist (* 1914)
- 08. März: Dezider Kardoš, slowakischer Komponist (* 1914)
- 09. März: Tomojiro Ikenouchi, japanischer Komponist und Musikpädagoge (* 1906)
- 10. März: Alberte Brun, französische Pianistin (* 1918)
- 10. März: Elie Siegmeister, US-amerikanischer Komponist (* 1909)
- 10. März: Hans Winterberg, tschechisch-deutscher Komponist (* 1901)
- 11. März: Marc Berthomieu, französischer Komponist (* 1906)
- 11. März: Maria Reining, österreichische Opernsängerin (Sopran) (* 1903)
- 12. März: Nicola Rossi-Lemeni, italienischer Opernsänger (Bass) (* 1920)
- 13. März: James Douglas McPartland, US-amerikanischer Jazzkornettist (* 1907)
- 14. März: Howard Ashman, US-amerikanischer Autor, Filmproduzent und -komponist, Theaterproduzent (* 1950)
- 14. März: Doc Pomus, US-amerikanischer Rock-’n’-Roll- und Pop-Songwriter (* 1925)
- 15. März: Bud Freeman, US-amerikanischer Tenor-Saxophonist (* 1906)
- 15. März: Stanisław Lorentz, polnischer Musikwissenschaftler, Museologe und Kunsthistoriker (* 1899)
- 17. März: Tino Dani, ungarischer Sänger und Schauspieler (* 1899)
- 20. März: Billy Butler, US-amerikanischer Jazzgitarrist (* 1925)
- 21. März: Leo Fender, US-amerikanischer Musikinstrumentenbauer und Firmengründer (* 1909)
- 21. März: Wilhelm Zobl, österreichischer Komponist, Musikwissenschaftler und Übersetzer (* 1950)
- 24. März: John Montague, kanadischer Geiger und Musikpädagoge (* 1911)
- 25. März: Rusty Bryant, US-amerikanischer Soul-Jazz- und Rhythm-and-Blues-Saxophonist (Altsaxophon, Tenorsaxophon) (* 1929)
- 25. März: Eileen Joyce, australische Pianistin (* 1912)
- 25. März: Gerónimo Pellerano, dominikanischer Sänger (Tenor) (* 1927)
- 26. März: Paul Gayten, US-amerikanischer Pianist, Produzent und Songwriter (* 1920)
- 26. März: Jupp Schmitz, deutscher Komponist, Unterhaltungskünstler, Schlager- und Krätzchensänger (* 1901)
- 29. März: Mikaela, spanische Schauspielerin und Sängerin (* 1935)
- 30. März: Jan Willem Hofstra, niederländischer Schriftsteller, Dichter, Journalist, Sänger, Schauspieler und Übersetzer (* 1907)
- 31. März: John Carter, US-amerikanischer Jazzmusiker (Klarinette, Altsaxophon), Musikerzieher und Komponist (* 1929)
- 00. März: Stanley Weiner, US-amerikanischer Komponist und Geiger sowie Dirigent und Musikpädagoge (* 1925)

### April
- 01. April: Jon Eardley, US-amerikanischer Jazztrompeter (* 1928)

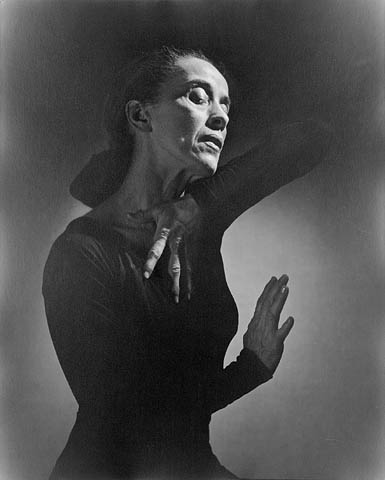
Martha Graham; † 1. April

- 01. April: Martha Graham, US-amerikanische Tänzerin, Choreografin und Pädagogin (* 1894)
- 01. April: Eddie Miller, US-amerikanischer Jazztenorsaxophonist, Klarinettist und Sänger (* 1911)
- 01. April: Bjarne Nerem,  norwegischer Jazz-Tenorsaxophonist und Klarinettist (* 1923)
- 01. April: Otto Schneider, österreichischer Komponist, Musikpädagoge und Musikwissenschaftler (* 1912)
- 03. April: Robert Veyron-Lacroix, französischer Cembalist und Pianist (* 1922)
- 04. April: Montserrat Alavedra i Comas, katalanische Sopranistin und Musikpädagogin (* 1945)
- 07. April: Henry Glover, US-amerikanischer R&B-Produzent, Komponist und Arrangeur (* 1921)
- 08. April: Dead, schwedischer Black-Metal-Musiker (* 1969)
- 10. April: Margarete Schuchmann, deutsche Pianistin (* 1893)
- 11. April: Bruno Hoffmann, deutscher Instrumentenentwickler und Glasmusiker (* 1913)
- 13. April: Wilhelm Lanzky-Otto, dänischer Hornist und Professor (* 1909)
- 13. April: Friedrich K. Wanek, rumänisch-österreichischer Komponist, Arrangeur, Pädagoge und Herausgeber (* 1929)
- 15. April: Frauke Haasemann, deutsche Sängerin (Alt) und Hochschullehrerin für Chorleitung (* 1922)
- 16. April: Ove Lind, schwedischer Jazzklarinettist, Arrangeur, Komponist und Bandleader (* 1926)
- 17. April: Jack Yellen, US-amerikanischer Liedtexter der Tin Pan Alley (* 1892)
- 18. April: Martin Hannett, britischer Musikproduzent (* 1948)
- 18. April: Heino Jürisalu, estnischer Komponist und Musikpädagoge (* 1930)
- 20. April: Steve Marriott, britischer Rockmusiker (* 1947)
- 21. April: Willi Boskovsky, österreichischer Geiger und Dirigent (* 1909)
- 23. April: Johnny Thunders, US-amerikanischer Punk-Musiker (* 1952)
- 24. April: Elfi König, österreichische Operettensängerin (Sopran) und Schauspielerin (* 1905)
- 24. April: Werner Neumann, deutscher Musikwissenschaftler und Bachforscher (* 1905)
- 25. April: Léo Arnaud, US-amerikanischer Jazzmusiker (Trompete, Posaune, Saxophon, Vibraphon, Violoncello, Perkussion), Arrangeur und Filmmusik-Komponist (* 1904)
- 25. April: Wastl Fanderl, deutscher Musiker, Volksliedsammler und -vermittler (* 1915)
- 25. April: Arnold Matz, deutscher Komponist (* 1904)
- 25. April: Sandy Williams, US-amerikanischer Jazzposaunist und Bandleader (* 1906)
- 26. April: Carmine Coppola, US-amerikanischer Musiker und Komponist (* 1910)
- 27. April: Jack Ackerman, US-amerikanischer Songwriter, Sänger und Schauspieler (* 1931)
- 27. April: Elinor Remick Warren, US-amerikanische Komponistin und Pianistin (* 1900)
- 28. April: Ken Curtis, US-amerikanischer Schauspieler, Produzent und Country-Sänger (* 1916)

### Mai
- 02. Mai: Nyama Suso, gambischer Musiker (* 1925)
- 03. Mai: Mohammed Abdel Wahab, ägyptischer Sänger und Komponist (* 1907)
- 03. Mai: LaRena Clark, kanadische Folksängerin (* 1904)
- 03. Mai: Harry Gibson, US-amerikanischer Boogie-Pianist und Sänger (* 1915)
- 08. Mai: Jean Langlais, französischer Komponist und Organist (* 1907)
- 08. Mai: Rudolf Serkin, österreichisch-US-amerikanischer Pianist (* 1903)
- 09. Mai: Blanca Mooney, argentinische Tangosängerin (* 1940)
- 11. Mai: Władysław Eiger, polnischer Pianist, Arrangeur, Komponist und Orchesterleiter (* 1907)
- 12. Mai: Hans Peter Schanzlin, Schweizer Musikwissenschaftler (* 1916)
- 13. Mai: Carl Weinrich, US-amerikanischer Organist und Musikpädagoge (* 1904)
- 15. Mai: Susano Polanco, dominikanischer Sänger (Tenor) (* 1902)
- 16. Mai: Johannes Bleive, estnischer Komponist (* 1909)
- 17. Mai: Alfred Baumgartner, österreichischer Musikwissenschaftler, Schriftsteller und Übersetzer (* 1904)
- 18. Mai: Tālivaldis Āboliņš, sowjetischer Schauspieler und Sänger (* 1932)
- 19. Mai: Odia Coates, US-amerikanische Soulsängerin (* 1942)
- 20. Mai: Keith MacMillan, kanadischer Musikproduzent, -verleger und -manager (* 1920)
- 20. Mai: Friedrich Schmidtmann, deutscher Komponist, Fagottist, Blockflötist und Musikwissenschaftler (* 1913)
- 21. Mai: Julián Orbón, kubanischer Komponist (* 1925)
- 23. Mai: Wilhelm Kempff, deutscher Pianist, Organist und Komponist (* 1895)
- 24. Mai: Gene Clark, US-amerikanischer Country-Rock-Musiker und Songwriter (* 1944)
- 24. Mai: Dirk Schoufs, belgischer Bassist, Sessionmusiker und Musikproduzent (* 1962)
- 25. Mai: Eberhard Werdin, deutscher Komponist und Musikpädagoge (* 1911)
- 27. Mai: Leopold Nowak, österreichischer Musikwissenschaftler (* 1904)
- 27. Mai: Rudolf Zöbeley, deutscher evangelischer Pfarrer und Kirchenliedkomponist (* 1901)
- 31. Mai: Carlos Suffern, argentinischer Komponist (* 1901)

### Juni
- 01. Juni: David Ruffin, US-amerikanischer Gospel- und Soulsänger (* 1941)
- 06. Juni: Stan Getz, US-amerikanischer Tenorsaxophonist (* 1927)
- 07. Juni: Rafael Colón, dominikanischer Sänger und Komponist (* 1918)
- 07. Juni: Eberhardt Klemm, deutscher Musikwissenschaftler und Publizist (* 1929)

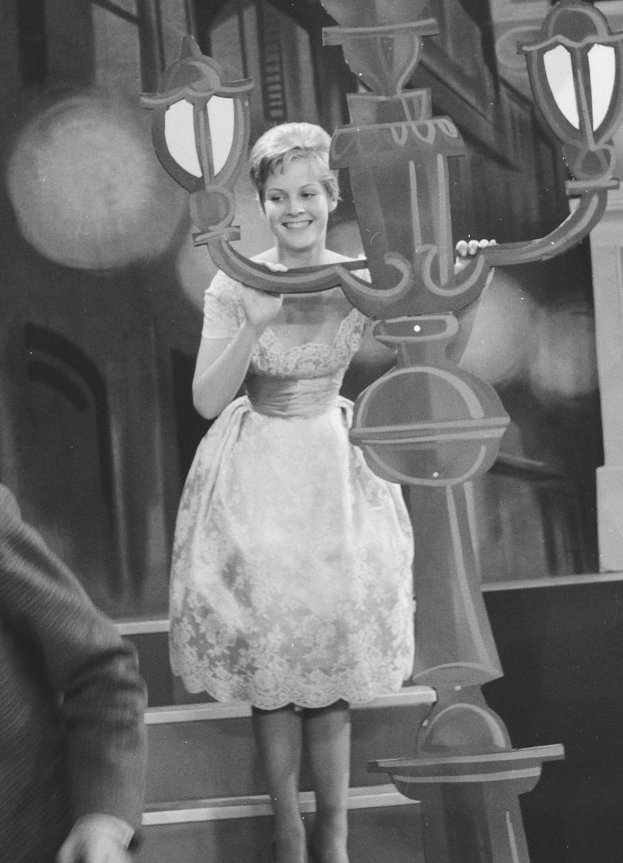
Heidi Brühl; † 8. Juni

- 08. Juni: Heidi Brühl, deutsche Schauspielerin und Sängerin (* 1942)
- 09. Juni: Claudio Arrau, chilenischer Pianist (* 1903)
- 10. Juni: Manja Mourier, dänische Artistin, Schauspielerin und Background-Sängerin (* 1911)
- 11. Juni: John Vallier, englischer Pianist, Komponist, Musikpädagoge und Musikwissenschaftler (* 1920)
- 12. Juni: Erroll Grandy, US-amerikanischer Jazz-Organist und Musikpädagoge (* 1921)
- 12. Juni: Bert Reisfeld, österreichischer Komponist (* 1906)
- 15. Juni: Helga Brauer, deutsche Schlagersängerin (* 1936)
- 16. Juni: Vicki Brown, britische Sängerin (* 1940)
- 17. Juni: Pierre Jamet, französischer Harfenist und Musikpädagoge (* 1893)
- 20. Juni: Little Willie Anderson, US-amerikanischer Bluesmusiker (Mundharmonika, Gesang) (* 1920)
- 20. Juni: Carlos Argentino, argentinischer Sänger (* 1929)
- 20. Juni: Malcolm Frager, US-amerikanischer Pianist (* 1935)
- 23. Juni: Masayuki Takayanagi, japanischer Jazzgitarrist (* 1932)
- 26. Juni: Iwa Wanja, bulgarische Sängerin, Schauspielerin und Drehbuchautorin (* 1905)
- 29. Juni: Richard Holmes, US-amerikanischer Jazzorganist (* 1931)
- 30. Juni: Aadriaan Cornelis van Leeuwen, niederländischer Komponist und Dirigent (* 1887)
- 00. Juni: Tamaraxonim, sowjetische, usbekische Tänzerin, Sängerin, Schauspielerin und Choreografin (* 1906)

### Juli
- 06. Juli: Herminio Giménez, paraguayischer Komponist (* 1905)
- 08. Juli: Geoff Love, britischer Bandleader, Komponist, Arrangeur und Posaunist (* 1917)
- 09. Juli: Willie Nix, US-amerikanischer Blues-Schlagzeuger und Sänger (* 1922)
- 12. Juli: Willi Schwabe, deutscher Schauspieler, Sänger und Moderator (* 1915)
- 15. Juli: Arthur Briggs, US-amerikanischer Trompeter, Orchesterleiter und Jazzmusiker (* 1901)
- 17. Juli: Otto Kuhlmann, deutscher Opernsänger, Regisseur, Schauspieler und Synchronsprecher (* 1909)
- 20. Juli: Earl Robinson, US-amerikanischer Songwriter, Komponist und Sänger (* 1910)
- 24. Juli: Jørn Elniff, dänischer Jazzschlagzeuger (* 1938)

### August
- 03. August: Hans Karl Balduin Auenmüller, deutscher Dirigent und Komponist (* 1926)
- 04. August: Anneliese Landau, deutsch-US-amerikanische Musikwissenschaftlerin (* 1903)
- 04. August: Jeri Southern, US-amerikanische Jazzsängerin und -pianistin (* 1926)
- 04. August: Emil Tschakarow, bulgarischer Dirigent (* 1948)
- 05. August: Gaston Litaize, französischer Komponist, Organist und Musikpädagoge (* 1909)
- 06. August: Max Rostal, Violinist, Bratschist und Musikpädagoge (* 1905)
- 07. August: Kalina Jędrusik, polnische Sängerin und Schauspielerin (* 1930)
- 09. August: Cella Delavrancea, rumänische Pianistin und Musikpädagogin (* 1887)
- 09. August: Corrie Hartong, niederländische Tänzerin und Choreografin (* 1906)
- 10. August: Ken Sasaki, japanischer Pianist (* 1943)
- 10. August: Buster Smith, US-amerikanischer Jazz-Saxophonist (Alt, Tenor), Bandleader und Arrangeur (* 1904)
- 11. August: Helmut Walcha, deutscher Organist, Cembalist und Komponist (* 1907)
- 13. August: Yamada Kazuo, japanischer Musiker, Dirigent und Komponist (* 1912)
- 13. August: Ambros Wilhelmer, österreichischer Musikwissenschaftler, Musikpädagoge und Komponist (* 1902)
- 16. August: Marcel Laurencelle, kanadischer Chorleiter, Musikpädagoge und Komponist (* 1914)
- 16. August: Bruno Nicolai, italienischer Filmkomponist (* 1926)
- 17. August: Jonny Teupen, deutscher Harfenist und Komponist (* 1923)
- 18. August: Clarence Hutchenrider, US-amerikanischer Jazzmusiker (Saxophon, Klarinette) (* 1908)
- 21. August: Oskar Huth, deutscher Klavierbauer, Maler, Zeichner, Kopist, Fälscher und Widerstandskämpfer (* 1918)
- 26. August: Nicolai Dirdal, norwegischer Pianist und Musikpädagoge (* 1896)
- 27. August: Teddy Stauffer, Schweizer Jazzmusiker und Bandleader (* 1909)
- 28. August: Vince Taylor, britischer Rock-’n’-Roll- und Rockabilly-Musiker (* 1939)

### September
- 01. September: Jürgen Uhde, deutscher Pianist, Klavierpädagoge und Musikschriftsteller (* 1913)
- 04. September: Charlie Barnet, US-amerikanischer Jazzsaxophonist und Bandleader (* 1913)
- 04. September: Dottie West, US-amerikanische Country-Sängerin (* 1932)
- 05. September: Peter Slaghuis, niederländischer DJ und Musiker (* 1961)
- 07. September: Buddy Banks, US-amerikanischer Jazz- und Rhythm-and-Blues-Tenorsaxophonist und Sänger (* 1909)
- 08. September: Alex North, US-amerikanischer Filmmusik-Komponist (* 1910)
- 15. September: Sulchan Zinzadse, georgischer Komponist (* 1925)
- 17. September: Zino Francescatti, französischer Violinist und Pädagoge (* 1902)
- 22. September: Paul Henry Lang, US-amerikanischer Musikwissenschaftler und -kritiker (* 1901)
- 25. September: Dieter Schütz, deutscher Musiker und Komponist (* 1955)
- 25. September: Anita Traversi, Schweizer Schlagersängerin (* 1937)
- 26. September: Billy Vaughn, US-amerikanischer Musiker, Multiinstrumentalist (Klavier, Altsaxophon, Gitarre) und Orchesterleiter (* 1919)
- 27. September: Richard Goldner, österreichischer Bratschist und Musikpädagoge (* 1908)
- 27. September: Stefan Kisielewski, polnischer Komponist, Musikkritiker, Schriftsteller und Journalist (* 1911)
- 28. September: Eugène Bozza, französischer Komponist (* 1905)

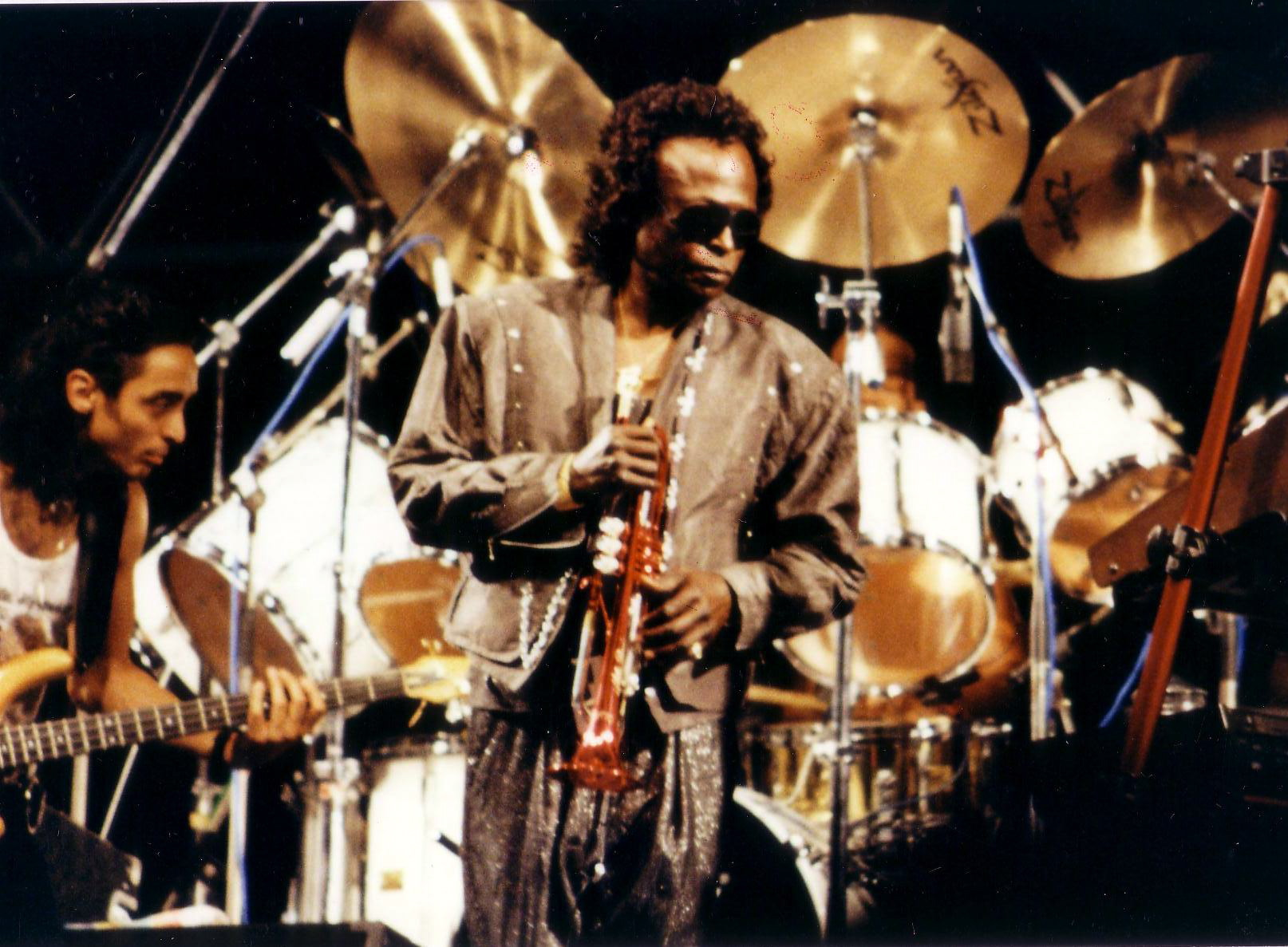
Miles Davis; † 28. September

- 28. September: Miles Davis, US-amerikanischer Jazztrompeter, -Flügelhornist, Komponist und Bandleader (* 1926)
- 30. September: Toma Zdravković, jugoslawischer Folk-Sänger (* 1938)

### Oktober
- 01. Oktober: Hermann Thieme, deutscher Komponist sowie Fernseh-, Hörspiel- und Filmkomponist (* 1924)
- 01. Oktober: Stu Williamson, US-amerikanischer Jazzposaunist und Trompeter (* 1933)

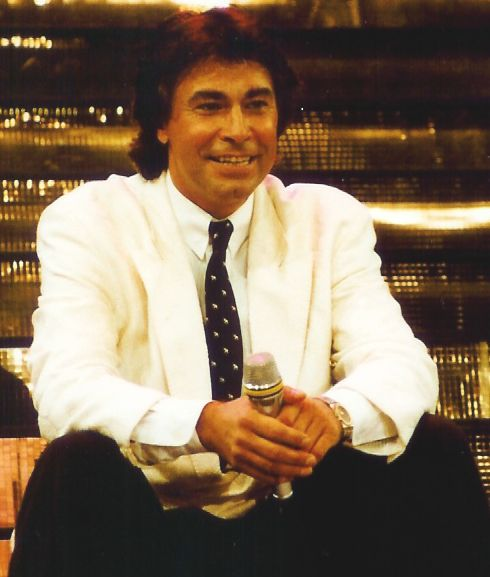
Roy Black; † 9. Oktober

- 09. Oktober: Roy Black, deutscher Schlagersänger und Schauspieler (* 1943)
- 09. Oktober: Walther Schmidt, deutscher Kirchenmusiker (* 1913)
- 11. Oktober: Joan Peebles, kanadische Konzert- und Opernsängerin (Alt) (* 1899)
- 14. Oktober: John Newmark, deutsch-kanadischer Pianist (* 1904)
- 15. Oktober: Henry Holst, dänischer Geiger und Musikpädagoge (* 1899)
- 16. Oktober: Ole Beich, dänischer Bassist und Mitbegründer einer US-amerikanischen Rockband (* 1955)
- 16. Oktober: Boris Papandopulo, kroatischer Komponist und Dirigent (* 1906)
- 17. Oktober: Tennessee Ernie Ford, US-amerikanischer Country- und Gospel-Sänger (* 1919)
- 17. Oktober: Herman Walder, US-amerikanischer Jazz- und Rhythm-&-Blues-Musiker (Klarinette, Altsaxophon, Komposition) (* 1905)
- 18. Oktober: Gunnar Sønstevold, norwegischer Komponist (* 1912)
- 21. Oktober: Hans Jakob Haller, deutscher Kirchenmusiker und Chorleiter (* 1906)
- 21. Oktober: Lorenc Antoni, jugoslawischer Komponist, Chorleiter, Musikethnologe und Musikerzieher (* 1909)
- 24. Oktober: Kurt Kremers, deutscher Komponist, Dichter und Schriftsteller (* 1920)
- 24. Oktober: Gerhard Pflüger, deutscher Dirigent (* 1907)
- 24. Oktober: Vilko Ukmar, slowenischer Komponist, Musikwissenschaftler und Hochschullehrer (* 1905)
- 27. Oktober: Andrzej Panufnik, polnischer Komponist (* 1914)
- 27. Oktober: Billy Wright, US-amerikanischer Blues-Sänger (* 1932)
- 28. Oktober: Sylvia Fine, US-amerikanische Komponistin und Filmproduzentin (* 1913)
- 28. Oktober: Paul Ott, deutscher Orgelbauer (* 1903)
- 31. Oktober: Garvin Bushell, US-amerikanischer Jazzaltsaxophonist, Klarinettist, Fagottist und Oboist (* 1902)

### November
- 02. November: Mort Shuman, US-amerikanischer Sänger und Songwriter (* 1938)
- 08. November: Charlotte Moorman, US-amerikanische Musikerin (* 1933)
- 09. November: Lance Hayward, bermudischer Jazzpianist (* 1916)
- 09. November: Yves Montand, französischer Chansonnier und Schauspieler (* 1921)
- 10. November: Adolphe Sibert, österreichisch-französischer Dirigent (* 1899)
- 11. November: Morton Stevens, US-amerikanischer Komponist (* 1929)
- 14. November: Hermann Josef Dahmen, deutscher Chorleiter, Komponist, Dirigent und Musikhistoriker (* 1910)
- 15. November: Jacques Morali, französischer Musikproduzent (* 1947)
- 17. November: Ernst Meyerolbersleben, deutscher Komponist, Pianist, Dirigent, Kapellmeister, Sänger und Musikpädagoge (* 1898)
- 17. November: Rudolf Petzold, britisch-deutscher Komponist und Musikpädagoge (* 1908)
- 20. November: Helga Hahnemann, deutsche Entertainerin, Kabarettistin, Sängerin und Schauspielerin (* 1937)
- 24. November: Eric Carr, US-amerikanischer Musiker und Schlagzeuger (* 1950)

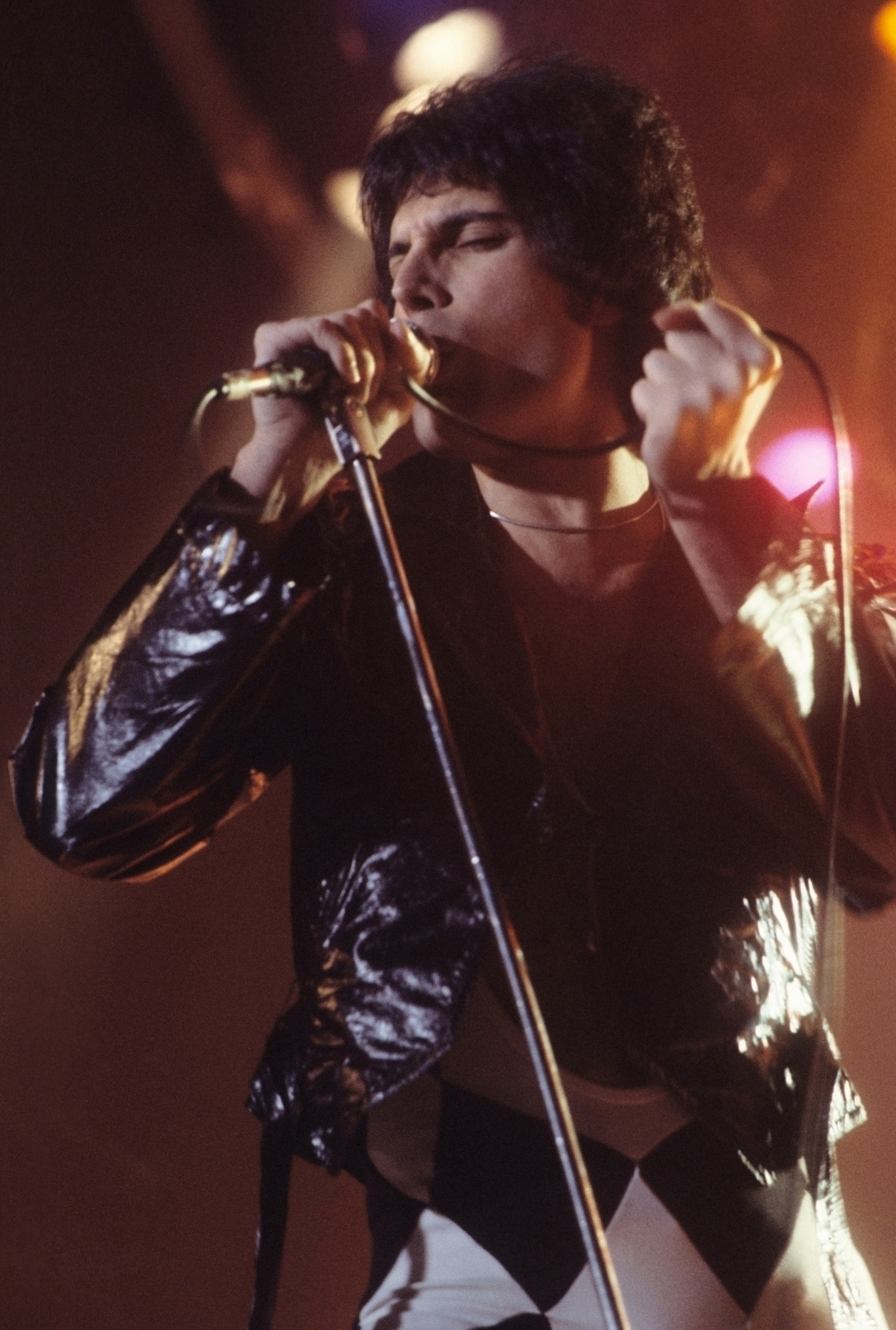
Freddie Mercury; † 24. November

- 24. November: Freddie Mercury, britischer Musiker und Rocksänger, Mitbegründer, Komponist und Leadsänger (Queen) (* 1946)
- 25. November: Nicole Buloze, Schweizer Opernsängerin (Mezzosopran), Tänzerin und Choreografin (* 1942)
- 26. November: Heinz Marten, deutscher Oratorien-Tenor und Liedersänger (* 1908)
- 26. November: Xiao Shuxian, chinesische Komponistin, Musikpädagogin und Hochschullehrerin (* 1905)
- 27. November: Lotte Kliebert, deutsche Musikerin und Musiklehrerin (* 1887)
- 27. November: Harry Everett Smith, US-amerikanischer Experimentalfilmer, Maler, Musikforscher, Anthropologe, Linguist, Sammler, Bohemien und Okkultist (* 1923)

### Dezember
- 06. Dezember: Carmen Del Moral, argentinische Sängerin und Schauspielerin (* 1920)
- 07. Dezember: Leon Klepper, rumänischer Komponist (* 1900)
- 08. Dezember: Buck Clayton, US-amerikanischer Jazztrompeter (* 1911)
- 12. Dezember: Ronnie Ross, britischer Jazzmusiker (Saxophon, Klarinette, Flöte) (* 1933)
- 13. Dezember: Marcel Dick, ungarisch-US-amerikanischer Geiger und Komponist (* 1898)
- 14. Dezember: Richard Dyer-Bennet, US-amerikanischer Folksänger (* 1913)
- 16. Dezember: Franz Klarwein, deutscher Opernsänger (Lyrischer Tenor) (* 1914)
- 18. Dezember: King Kolax, US-amerikanischer Jazztrompeter (* 1912)
- 19. Dezember: Franc Košir, slowenischer Musiker (* 1931)
- 19. Dezember: Ermano Maggini, Schweizer Musikpädagoge und Komponist (* 1931)
- 20. Dezember: Lilli Friedemann, deutsche Geigerin, Bratscherin, Klangkünstlerin, Improvisatorin, Autorin und Musikpädagogin (* 1906)
- 22. Dezember: Beaver Harris, US-amerikanischer Jazzschlagzeuger (* 1936)
- 22. Dezember: Ernst Krenek, österreichisch-US-amerikanischer Komponist (* 1900)
- 26. Dezember: Gustav Neidlinger, deutscher Opernsänger (Bassbariton) (* 1910)
- 29. Dezember: Rüdiger Seitz, österreichischer Komponist und Musikpädagoge (* 1927)
- 31. Dezember: Felicja Blumental, polnisch-brasilianische Pianistin (* 1908)
- 31. Dezember: Pat Patrick, US-amerikanischer Jazzsaxophonist (* 1929)

### Genaues Todesdatum unbekannt
- Hermann Amann, deutscher Musikpädagoge und Komponist (* 1912)
- Joe Appleton, britischer Jazzmusiker (Saxophon, Klarinette) (* 1900)
- Heinrich Creuzburg, deutscher Dirigent und Komponist (* 1907)
- Charlie Davis, US-amerikanischer Jazzmusiker (Piano, Trompete), Komponist und Bandleader (* 1899)
- Emilio Gálvez, mexikanischer Sänger und Geiger (* 1922)
- Ernie Hood, US-amerikanischer Musiker (Gitarre, Zither, Synthesizer) und Klangkünstler (* 1923)
- Michail Ignátieff, russisch-deutscher Musiker und Komponist (* 1910)
- Howard Johnson, US-amerikanischer Jazzmusiker (Altsaxofonist und Klarinettist) (* 1905)
- Ton Kotter, niederländischer Komponist und Dirigent (* 1906)
- Claude Martial, französischer Jazz-Musiker (Piano, Gitarre, Banjo) und Schauspieler (* 1913)
- Reinhard Müller, deutscher Komponist und Arrangeur (* 1898)
- Alejandro Muñoz Ciudad Real, salvadorianischer Dirigent und Musikpädagoge (* 1902)
- Taranath Rao, indischer Perkussionist (* 1915)
- Götz Tangerding, deutscher Jazzpianist, Bandleader und Komponist (* 1951)
- Marco Aurelio Yano, brasilianischer Komponist (* 1963)